# Peine
Peine (niederdeutsch Paane; frühneuhochdeutsch Peina; lateinisch Poynum, Castrum Bognum, Boyanum Castrum) ist eine Stadt und selbständige Gemeinde in Norddeutschland in Niedersachsen. Die um 1220 gegründete Stadt hat 50.987 Einwohner (Stand 31. Dezember 2024). Sie ist die Kreisstadt des gleichnamigen Landkreises. Bekannt ist die Stadt vor allem für ihre Stahlindustrie. Noch heute ist Peiner oder Peiner Träger in der Bauwirtschaft ein Synonym für breitflanschige Stahlträger.

## Geografie

### Lage

Niederschlagsmittelwerte von Peine 1961–1990

Peine liegt in der Geestlandschaft zwischen Hannover und Braunschweig, der sogenannten Burgdorf-Peiner Geest, an die sich südlich der Stadt die Braunschweig-Hildesheimer Lößbörde anschließt. Durchflossen wird es von der Fuhse. Heute liegt Peine zudem zwischen den beiden größten Oberzentren Niedersachsens, der 40 Kilometer westlich gelegenen Landeshauptstadt Hannover und dem 25 Kilometer östlich gelegenen Braunschweig. Weitere größere Städte im näheren Umkreis sind Hildesheim, Salzgitter, Gifhorn, Wolfsburg und Celle.
| Hannover 47 km   | Celle 42 km                                 | Gifhorn 41 km      |
| Sehnde 22 km     | Kompassrose, die auf Nachbargemeinden zeigt | Braunschweig 26 km |
| Hildesheim 31 km | Salzgitter 31 km                            | Wolfenbüttel 35 km |

* Entfernungen sind gerundete Straßenkilometer bis zum Ortszentrum.
Seine Mittellage zwischen Hannover, Braunschweig und Hildesheim machte Peine seit der Gründung bei den umliegenden Herrschern begehrt, weshalb die Stadt in zahlreiche Auseinandersetzungen verwickelt war. Die Stadt hat eine Fläche von 119,51 km² und somit eine Bevölkerungsdichte von 417 Einwohnern pro km². Ihre Höhe über dem Meeresspiegel beträgt etwa 70 Meter über Normalhöhennull. Höchster Punkt im Stadtgebiet ist mit einer Höhe von 88 m über NHN eine namenlose Erhebung, die direkt westlich von Schwicheldt liegt.

### Klima
Peine liegt innerhalb der gemäßigten Breiten im Übergangsbereich zwischen ozeanisch und kontinental geprägten Gebieten.

### Stadtgliederung
Zur Stadt Peine gehören 14 Ortsteile: Berkum, Dungelbeck, Duttenstedt, Eixe, Essinghausen, Handorf, Röhrse, Rosenthal, Schmedenstedt, Schwicheldt, Stederdorf, Vöhrum / Landwehr, Wendesse und Woltorf. In diesen Ortsteilen leben etwa 24.600 Einwohner.
In der Kernstadt selbst leben etwa 26.000 Einwohner. Sie besteht aus neun statistischen Bezirken:
| Statistischer Bezirk | Ortsteil          | Einwohner |
| -------------------- | ----------------- | --------- |
| 241                  | Berkum            | 294       |
| 225                  | Dungelbeck        | 1813      |
| 215                  | Duttenstedt       | 1005      |
| 253                  | Eixe              | 633       |
| 217                  | Essinghausen      | 1790      |
| 231                  | Handorf           | 875       |
| 255                  | Röhrse            | 250       |
| 243                  | Rosenthal         | 1059      |
| 223                  | Schmedenstedt     | 971       |
| 245                  | Schwicheldt       | 1318      |
| 211                  | Stederdorf        | 5544      |
| 251                  | Vöhrum / Landwehr | 6881      |
| 213                  | Wendesse          | 165       |
| 221                  | Woltorf           | 1983      |
| Ortsteile            | Ortsteile         | 24.581    |
| Kernstadt            | Kernstadt         | 26.080    |
| Stadt Peine          | Stadt Peine       | 50.661    |

| Nr.       | Statistischer Bezirk   | Einwohner |
| --------- | ---------------------- | --------- |
| 101       | Innenstadt             | 4157      |
| 111       | Maschland              | 2186      |
| 121       | Gunzelinfeld           | 6861      |
| 131       | Walzwerk               | 1193      |
| 141       | Südstadt               | 7322      |
| 151       | Simonstiftung          | 233       |
| 161       | Südliche Aue           | 858       |
| 171       | Telgte                 | 3318      |
| 181       | Nördliche Aue/Herzberg | 6         |
| Kernstadt | Kernstadt              | 26.080    |

## Geschichte

### Die Gründung

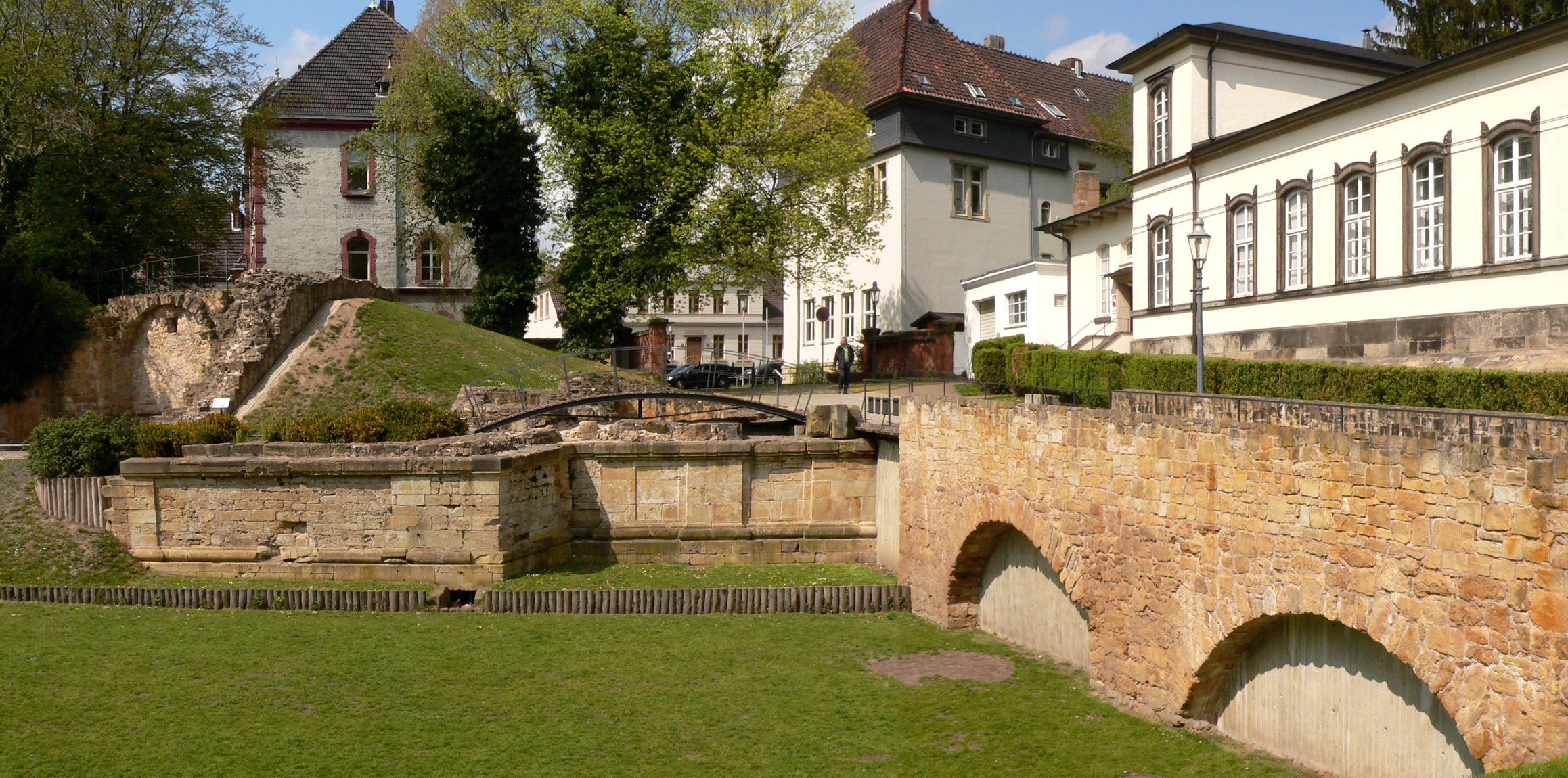
Der Schlossberg Peine mit dem früheren Wassergraben der Burg mit Kasematte, Eskarpemauer und Brücke, im Hintergrund das Amtsgericht Peine

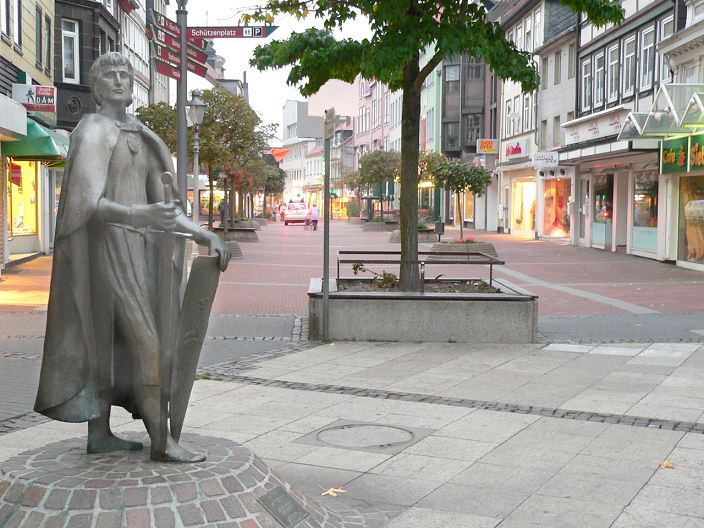
Bronzestatue des Stadtgründers Gunzelin von Wolfenbüttel in der Fußgängerzone (Fantasiedarstellung)

Eine Urkunde von 1130 erwähnt zum ersten Mal Berthold von Pagin, der ein Ministeriale des römisch-deutschen Königs Lothar III. (1075–1137) war. Vermutlich ließ er Burg Peine in dieser Zeit erbauen. Das genaue Gründungsjahr der Burg ist auf Grund fehlender Urkunden allerdings nicht mehr feststellbar, so dass deren Erbauung auch schon früher erfolgt sein könnte.
Ob der Name Peines von diesem Pagin abgeleitet wurde oder umgekehrt der Personenname vom Stadtnamen herrührt, bleibt unklar. Dabei hat die indogermanistische Forschung den Ortsnamen zum Teil in eine weitaus ältere Epoche und Sprachschicht versetzt. So ist die mittelhochdeutsche Form Pagin (1154; daneben auch früh Pain, 1143) als Beleg für die „Nordwestblock“-Hypothese gewertet worden, die zuerst Hans Kuhn im Jahr 1959 aufgestellt hat. Angesichts des für das Germanische ungewöhnlichen p-Anlauts wird der Name in vorgermanische Zeiten datiert und mit urgermanisch fakin- „Fischwehr“ sowie dem zugrundeliegenden urindogermanisch *pag- oder *peh₂ǵ- „befestigen“ verknüpft. Der Name wäre dann verwandt mit Latein pango „befestigen“, pagus „Gau, Gauburg“ und pagina „mit anderen zusammengebundener Papyrusstreifen, Buchseite“ sowie griechisch πάγος (págos) „Gipfel, Felshügel, Frost, Rauhreif“ und πάχνη (páchnē) „Rauhreif“.
Für das Jahr 1202 berichtet das Chronicon Hildesheimense über eine Fehde zwischen dem Bischof Hartbert von Hildesheim und den Brüdern Ekbert und Gunzelin von Wolfenbüttel (* um 1170; † 2. Februar 1255), der letzte ein Dienstmann und Feldherr Kaiser Ottos IV. (* um 1175; † 19. Mai 1218). Gunzelin ging siegreich aus dieser Fehde hervor und erreichte die Belehnung mit Burg und Grafschaft Peine durch Bischof Hartbert.
Auf einer Landzunge südlich dieser Burg gründete er um 1220, vermutlich bereits im Jahr 1218, die eigentliche Stadt Peine. Seit 1223 hat Peine Stadtrechte. Unter anderem geht das Peiner Wappen auf dasjenige Gunzelins zurück. 1256 erobert Herzog Albrecht von Braunschweig-Lüneburg die Stadt. Die Söhne Gunzelins verloren nach dem Tod des Vaters das Lehen Peine bereits 1260 wieder an das Hochstift Hildesheim; Otto I. von Braunschweig-Lüneburg, Bischof von Hildesheim, gab Burg, Stadt und Grafschaft Peine dem Grafen Wedekind von Poppenburg zum Lehen. Dadurch gehörte Peine endgültig zum Einflussbereich des Bistums Hildesheim und wurde gleichzeitig Marktort.
Ab 1260 besaß Peine das Münzrecht und war mit Unterbrechungen bis 1428 eine Münzstätte Hildesheims. 1954 und 1956 wurden in Peine (in der Stederdorfer Straße und am Horstweg) zwei der größten mittelalterlichen Silberschätze Deutschlands gefunden. Es handelt sich um 95 flache, runde und zum Teil halbierte Silberbarren, einige von ihnen sind handtellergroß. Das Gesamtgewicht der beiden Funde beträgt 7,5 Kilogramm. Geprägt wurden die Silberstücke vermutlich im 14. Jahrhundert. Einige weisen die Wappen von Hildesheim und Hannover, den Braunschweiger Löwen und andere bisher noch nicht zugeordnete Prägungen auf. Der Fund ist ein Hinweis darauf, dass es der Stadt damals wirtschaftlich gut ging und die Peiner Kaufleute viel Einfluss hatten.

### Hildesheimer Stiftsfehde

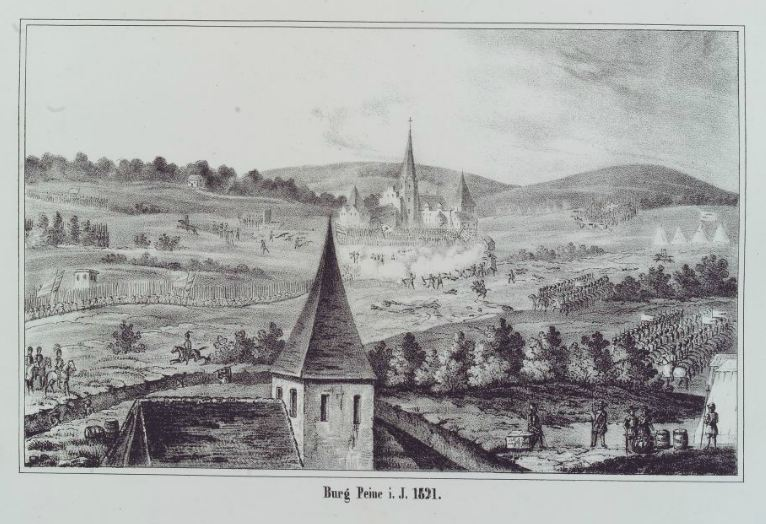
Die Burg Peine 1521, Stich aus dem 19. Jahrhundert, Herzog August Bibliothek

Im Jahre 1518 begann die Hildesheimer Stiftsfehde, die bis 1523 dauern sollte und unter der Peine besonders zu leiden hatte. Einige Jahre lang war es zwischen der Stadt und dem Hildesheimer Bischof bereits zu Streitigkeiten um zusätzliche Steuern und an den Stiftsadel verpfändete Rechte gekommen. Im Januar 1518 verbündete sich Bischof Johannes IV. von Hildesheim, mit Herzog Heinrich I. von Lüneburg-Celle gegen Bischof Franz von Minden und Herzog Erich I. von Calenberg. Der offene Kampf begann 1519. Im Juni desselben Jahres kam es schließlich zur ersten Belagerung Peines. Nach dem ersten Angriff brannte der Südteil der Stadt ab, später stand die ganze Stadt in Flammen, doch die Burg konnte gehalten werden. Insgesamt wurde die Peiner Burg drei Mal jeweils für einige Monate belagert. Die zweite Belagerung erfolgte im Herbst 1521, die dritte im Sommer 1522. Die Burg Peine konnte zwar jedes Mal verteidigt werden – das so genannte „Eulennest“ wurde als uneinnehmbar bezeichnet –, doch überstand sie die Angriffe keineswegs unbeschadet. „Aus Gottes Gnad und Hülf allein, hat festgehalten das Haus Pein“.
Im Juli 1967 stieß man bei Arbeiten zur Verlegung einer Fernheizleitung am Marktplatz auf menschliche Schädel und Knochen, gefallene und verscharrte Braunschweiger Söldner, die in der Stiftsfehde 1521 die Burg vergeblich gestürmt hatten.
Der Friedensschluss durch den „Quedlinburger Rezess“ im Mai 1523 führte dazu, dass dem Hildesheimer Bischof nur noch das „kleine Stift“ blieb, zu dem auch Peine gehörte. Da Bischof Johann für die Kriegskosten aufkommen musste, ging Peine 1526 in den Pfandbesitz der Stadt Hildesheim über. Nach dem Tod Hans Wildefüers, des Hildesheimer Bürgermeisters und Anführers der katholischen Partei, entschied sich der Rat der Stadt Hildesheim am 27. August 1542, der lutherischen Lehre zu folgen. Da die Stadt Hildesheim immer noch Pfandinhaberin Peines war, wurde damit auch in Peine die Reformation durchgeführt. Im Jahre 1553 wurde Peine wieder an das Hildesheimer Hochstift zurückgegeben.

### Stadtbrände
Am 18. März 1510 gab es einen Stadtbrand, bei dem ein großer Teil der Stadt vernichtet wurde. Es hieß: „de stat, de kerke unde de vörborch to Peine al ut in ver stunden“: Die Stadt, die Kirche und die Vorburg waren in vier Stunden ein Raub der Flammen geworden.
Am 15. Mai 1557 kam es zu einem weiteren verheerenden Stadtbrand, bei dem das Rathaus und auch die auf dem Marktplatz stehende Pfarrkirche St. Jacobi zerstört wurden. Alle Urkunden der Stadt wurden dabei vernichtet. Die Geschichte Peines vor 1600 lässt sich deshalb fast ausschließlich aus Hildesheimer und Braunschweiger Urkunden rekonstruieren.
1592 brannten noch einmal 66 Häuser nieder.

### Der Dreißigjährige Krieg

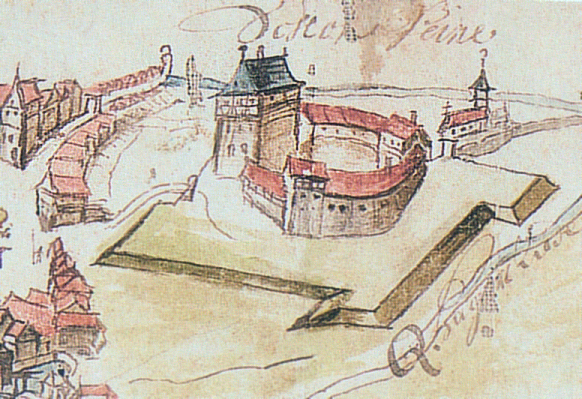
Die Burg Peine, 1675

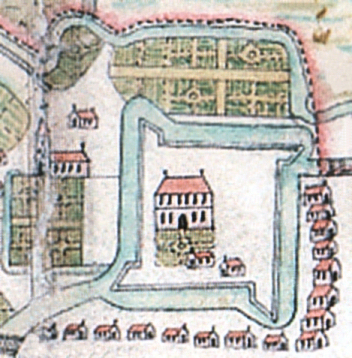
Burg und Stadt aus der Vogelperspektive, 1725

Der Dreißigjährige Krieg griff im Jahr 1623 erstmals auf das Gebiet des heutigen Niedersachsens über, was in Peine zur Vorbereitung auf Kampfhandlungen durch Stationierung einer Hildesheimer Kompanie führte. Die Wallanlagen und der Stadtgraben wurden ausgebessert. Ab 1625 fanden erste Kämpfe im Hildesheimer Stiftsgebiet statt, Peine wurde im August 1626 für kurze Zeit von den dänischen Truppen König Christians IV. besetzt. Graf von Tilly belagerte Peine und nahm es noch im August 1626 ein, bevor Tilly Christian bei Lutter am Barenberge schlug. Bis zum Sommer 1627 verlegte Tilly sein Hauptquartier nach Peine, was für die Stadt zusätzlichen Schutz bedeutete. Außerdem beließ er Peines protestantische Konfession.
1629 wurde das kaiserliche Restitutionsedikt erlassen, das die Gegenreformation durchsetzen sollte. In diesem Jahr kam auch Friedrich Spee von Langenfeld im kaiserlichen Auftrag; er blieb, bis ein Mordanschlag auf ihn verübt wurde. Die Peiner Bürger hatten die Wahl, den katholischen Glauben anzunehmen oder innerhalb von drei Monaten die Stadt zu verlassen. Zahlreiche Bürger verließen Peine. Ihren Grundbesitz hatten sie zuvor verkaufen müssen.
1632 kam es abwechselnd zu Besatzungen durch schwedische und katholische Truppen in Peine, woraufhin Herzog Friedrich Ulrich zu Braunschweig und Lüneburg um Hilfe gebeten und dadurch als Lehnsherr anerkannt wurde. Im Sommer 1633 wurde Peine erneut belagert und schließlich von Wolfenbütteler Truppen unter Verstärkung aus Goslar und Hildesheim am 28. Juli 1633 erobert. Wenige Tage später wurde Peine an Herzog Friedrich Ulrich übergeben. Die Gegenreformation war mit der Einnahme durch protestantische Truppen beendet, und die Glaubensflüchtlinge von 1628 kehrten zu einem Großteil zurück. 1637 ließ August der Jüngere, Herzog zu Braunschweig-Lüneburg erneut Befestigungsanlagen einrichten. Bis 1642 war das Große Stift Hildesheim unter Braunschweiger Kontrolle. 1642 wurde mit dem „Goslarer Akkord“ Frieden geschlossen, die Welfen gaben die Stadt Peine zurück an das Hochstift. Abgesehen von weiteren Einquartierungen in Peine und von Hildesheim geforderten Zahlungen war der Krieg für das nun bankrotte Peine beendet.

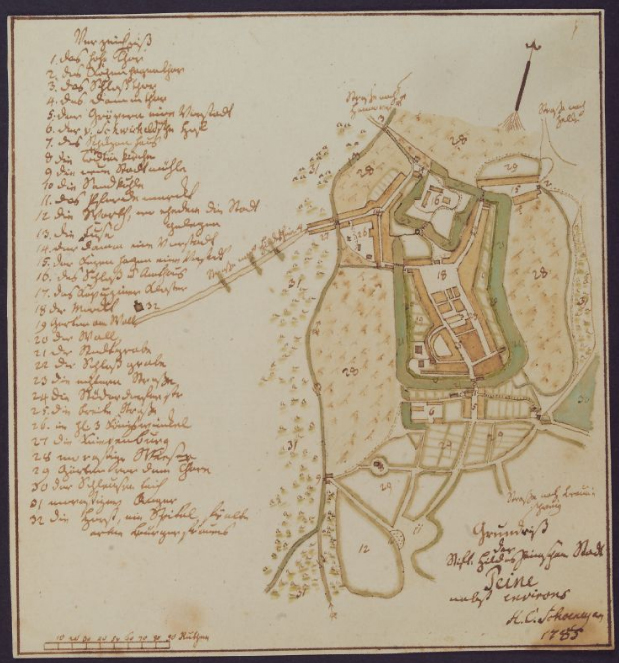
Plan der Stadt Peine im Jahr 1785, Herzog August Bibliothek

### 18. Jahrhundert
1756 kam es zwischen Frankreich und Großbritannien in den Kolonien zum Siebenjährigen Krieg. Durch die Bündnisse auf beiden Seiten wurde auch Peine in den Konflikt verwickelt. 1757 und 1758 wurde es von Franzosen besetzt. Bis 1763 musste Peine die Kriegsparteien – sowohl die Franzosen als auch Braunschweig – mit Geld und Arbeitskräften (unter anderem zum Festungsbau) unterstützen. Am Ende des Krieges war das Stift Hildesheim hoch verschuldet.
Nach der französischen Revolution 1789 verbündeten sich 1792 Preußen und Österreich gegen Frankreich. Daraufhin zogen 1792 und 1793 preußische Truppen durch Peine. 1802 kam es zu einer Besetzung des Hildesheimer Stiftsgebiets durch die Preußen, ein Jahr später wurde Peine eine preußische Stadt. Die kirchlichen Fürstentümer verloren wegen der Säkularisation im Zuge des Reichsdeputationshauptschlusses ihre Macht.

### 19. Jahrhundert

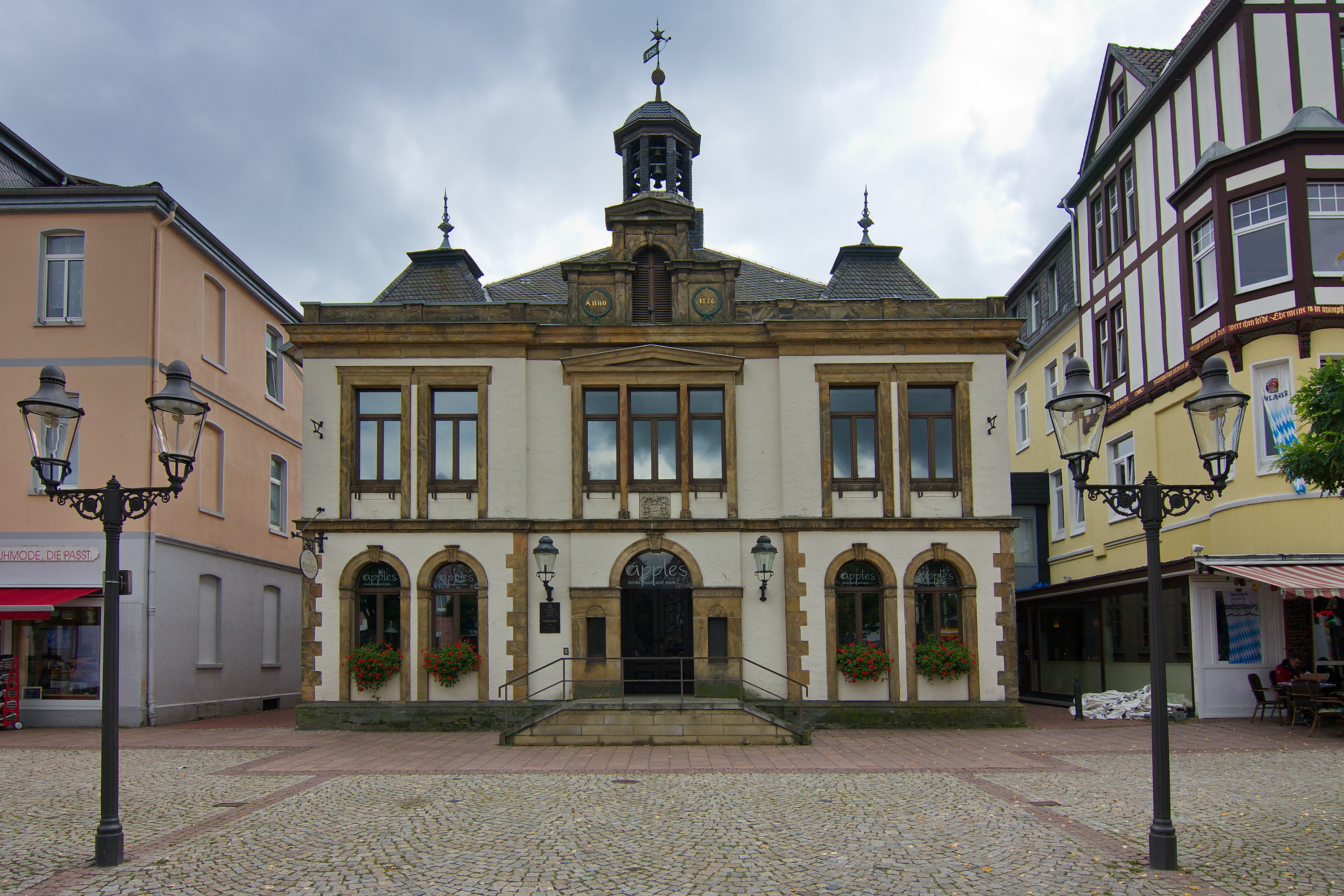
Das alte Rathaus von 1827 auf dem Marktplatz

Die ehemals umkämpfte Burg Peine wurde wegen Verschlechterung der Bausubstanz baufällig. 1803 wurde der Abbau begonnen, 1816 war schließlich auch das letzte Gebäude abgerissen. Zudem wurde, da sich weitere Reparaturen am Rathaus nicht mehr lohnten, auch dieses Gebäude 1827 für 240 Reichstaler auf Abbruch verkauft und an gleicher Stelle am Marktplatz – teilweise mit den alten Steinen – ein neues Rathaus erbaut.
Infolge der Niederlage Preußens bei Jena und Auerstedt 1806 fiel Peine an das Königreich Westphalen unter Jérôme Bonaparte. Deshalb wurde auch die Verwaltung nach französischem Vorbild umgestaltet. Nach der Völkerschlacht bei Leipzig 1813 löste sich dieses Königreich jedoch wieder auf. Am 1. Mai 1815 wurde Peine, das damals ein Ackerbürgerstädtchen von 2300 Einwohnern war, Teil des Königreiches Hannover. Nach dem Deutschen Krieg von 1866 wurde Hannover von Preußen annektiert. Damit war nun auch Peine Teil der preußischen Provinz Hannover.
Die Stadt blühte auf mit der in der zweiten Hälfte des 19. Jahrhunderts einsetzenden Industrialisierung, ausgelöst durch die Gründung des Peiner Walzwerkes im Jahre 1872.

### Aufstieg der Wirtschaft

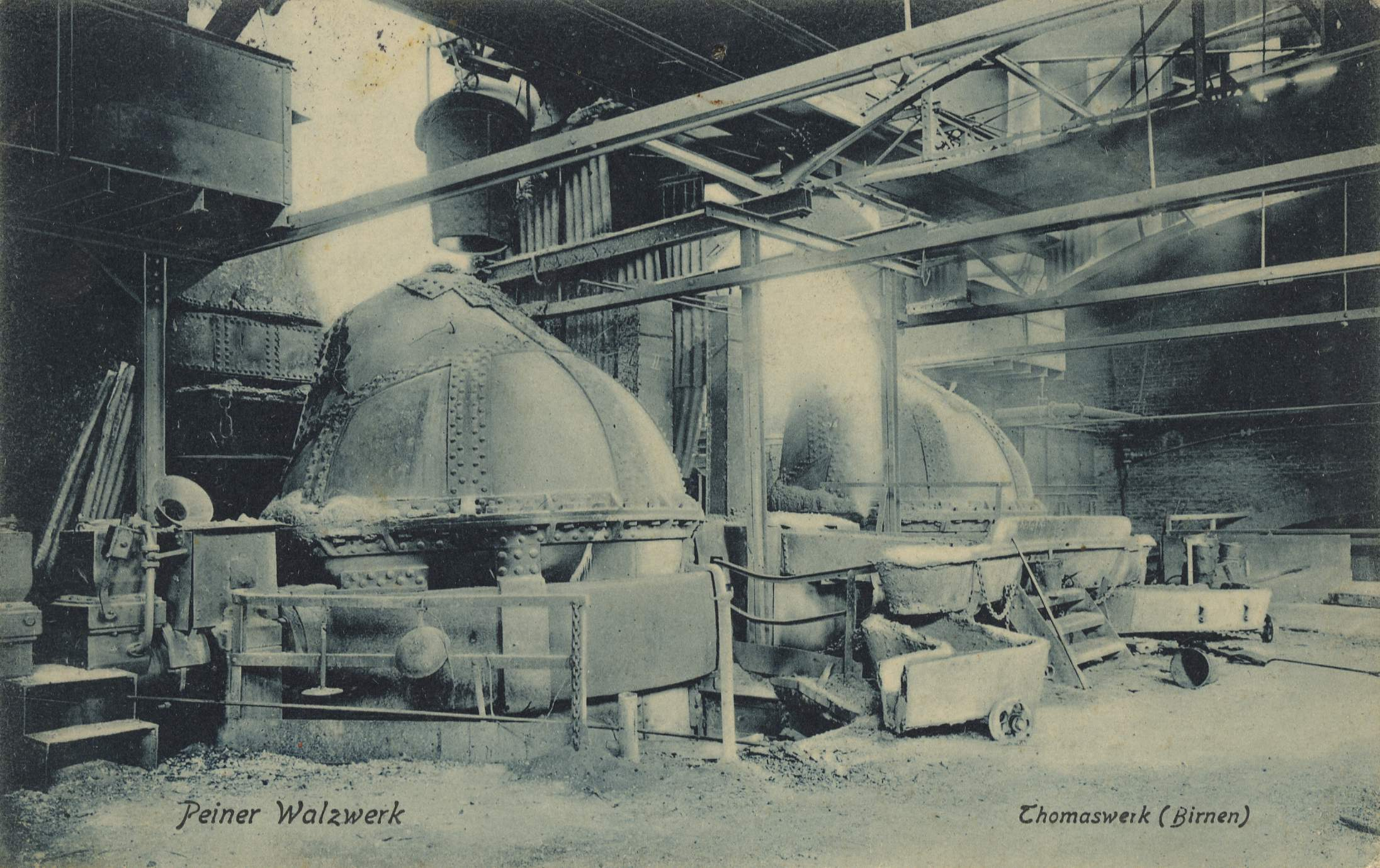
Innenaufnahme aus dem Peiner Walzwerk aus dem Jahr 1906, Postkarte

Die 1911 erbaute Hochbahn zum Transport von Roheisen vom Hüttenwerk in Ilsede nach Peine

Ab der Mitte des 19. Jahrhunderts begann ein großer Wandel der bis dahin vorwiegend landwirtschaftlich geprägten Stadt Peine zum Industriestandort. Bereits 1844 wurde die Bahnlinie Hannover–Peine–Braunschweig fertiggestellt, denn man erhoffte sich durch den Bahnanschluss wirtschaftlichen Aufschwung. Nachdem 1855 ein Eisenerzlager in Groß Bülten bei Ilsede entdeckt wurde, kam die Gründung der Ilseder Hütte 1858, einer Eisenhütte, hinzu. Dieser Roheisenlieferant stellte eine wichtige Voraussetzung für die weitere Entwicklung Peines dar. In enger Zusammenarbeit wurde 1872 die Aktiengesellschaft Peiner Walzwerk gegründet. Das neu gebaute Walzwerk nahm bereits 1873 den Betrieb auf, hatte jedoch die ersten Jahre unter der beginnenden Wirtschaftskrise zu leiden.
Um die Zukunft der Eisenindustrie zu sichern, betrieb Gerhard Lucas Meyer 1880 den Zusammenschluss von Hütte und Walzwerk. Ziel war der Aufbau eines Thomas-Stahlwerks zur Veredelung des phosphorreichen Ilseder Eisens. Durch das Thomas-Verfahren veredeltes Ilseder Eisen wurde als Peiner Stahl überall konkurrenzfähig. Peine nahm infolgedessen einen rasenden Aufschwung, und bis 1891 wurden zwei weitere Walzwerke eröffnet. Durch das Wirtschaftswachstum und den damit verbundenen Bevölkerungszustrom wuchs und gedieh die Stadt.

### 20. und 21. Jahrhundert

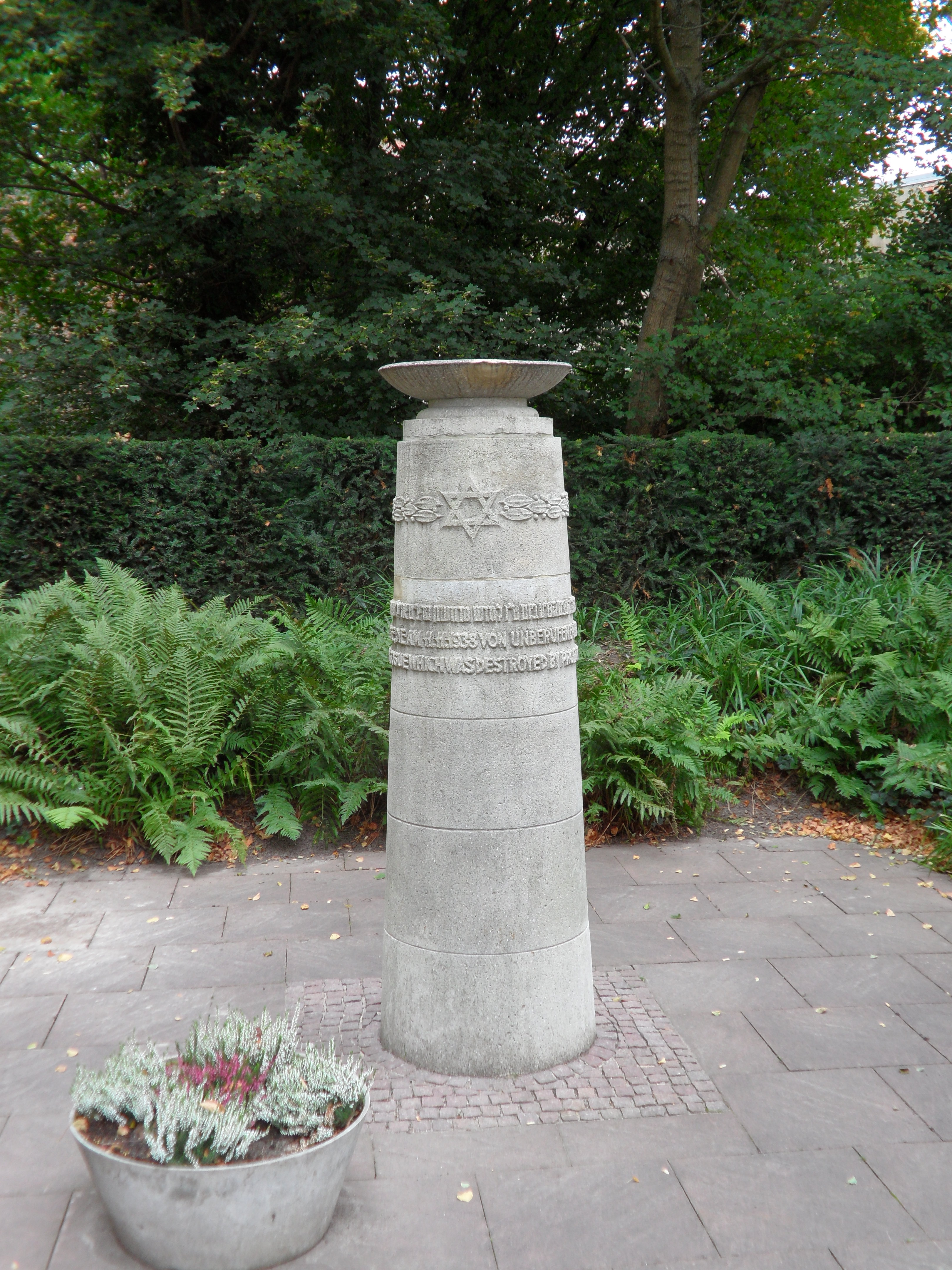
Denkmal für die Synagoge von Peine

Der wirtschaftliche Aufschwung des vorigen Jahrhunderts wurde durch den Ersten Weltkrieg unterbrochen. Peine war nicht direkt von Kampfhandlungen betroffen, aber die Deutsche Inflation 1914 bis 1923 und die Weltwirtschaftskrise machten der Wirtschaft der Stadt zu schaffen. Dennoch konnte ein weiterer Ausbau der Infrastruktur erfolgen. So wurde 1919 bis 1922 die Stromversorgung errichtet, und von 1921 bis 1929 erfolgte der Bau des Mittellandkanals für den Kohletransport der Wirtschaft. 1935 und 1936 wurde die jetzige Bundesautobahn 2 gebaut. Im Laufe der „Reichspogromnacht“ wurde am 10. November 1938 die Synagoge von 1907 in der Bodenstedtstraße in Brand gesteckt und zerstört. Hans Marburger, Sohn eines jüdischen Kaufmanns, wurde in dem Gebäude niedergeschossen und verbrannte. Ihm zu Ehren wurde ein Teil der Straße später in Hans-Marburger-Straße umbenannt. Auf dem Platz der ehemaligen Synagoge befindet sich die zentrale Gedenkstätte, an der alljährlich am 9. November Kränze niedergelegt werden.
Während des Zweiten Weltkriegs wurden das zur Rüstungsproduktion genutzte Walzwerk und die benachbarten Mineralölwerke mehrmals bombardiert, wobei es insgesamt etwa 50 Tote gab. Der Wiederaufbau dauerte noch bis 1951. Am 9. April 1945 wurde die Peiner Innenstadt mit leichten Bomben angegriffen, bei der es Tote und Gebäudeschäden gab. Tags darauf wurde die Stadt kampflos an amerikanische Truppen übergeben. Dadurch konnten größere Opfer und Zerstörungen vermieden werden.
Kurz nach dem Einmarsch der Alliierten in Peine explodierte Mitte Mai 1945 ein beladener Munitionszug auf der Fuhsebrücke. Dabei gingen in der Stadt Scheiben zu Bruch und Dachziegeln wurden von den Dächern gedrückt. Die Alliierten verhafteten den Bahnarbeiter, weil sie Sabotage vermuteten. Er wurde aber bald wieder freigelassen.
Die alliierten Besatzungsbehörden ließen 1945 die 1934 in Berlin gegründete Sammelstelle für Nachrichten über Führer von Kraftfahrzeugen, ein Vorgänger des Kraftfahrt-Bundesamtes, nach Peine verlagern, um diese schon im Jahr darauf weiter nach Bielefeld verlegen zu lassen. Später zog die Bielefelder Sammelstelle für Nachrichten über Kraftfahrzeuge und Kraftfahrzeugführer unter dem neuen Namen Kraftfahrt-Bundesamt letztlich nach Flensburg-Mürwik um, wo die Behörde sich noch heute befindet.
1946 wurde Niedersachsen als Teil der britischen Besatzungszone gebildet. Peine gehörte von da an zum Regierungsbezirk Hildesheim. Wegen der vielen Flüchtlinge verzeichnete die Stadt zwischen 1939 und 1950 einen Bevölkerungszuwachs von etwa 10.000 Menschen. Zur Zeit des Wirtschaftswunders wurden viele städtische Projekte und Straßenbauten verwirklicht. Durch die Gebietsreform 1974 wurden 14 zuvor selbstständige Dörfer und Gemeinden eingemeindet. Peine gehörte danach zum Regierungsbezirk Braunschweig, bis der Bezirk im Zuge einer landesweiten Verwaltungsreform am 31. Dezember 2004 aufgelöst wurde.

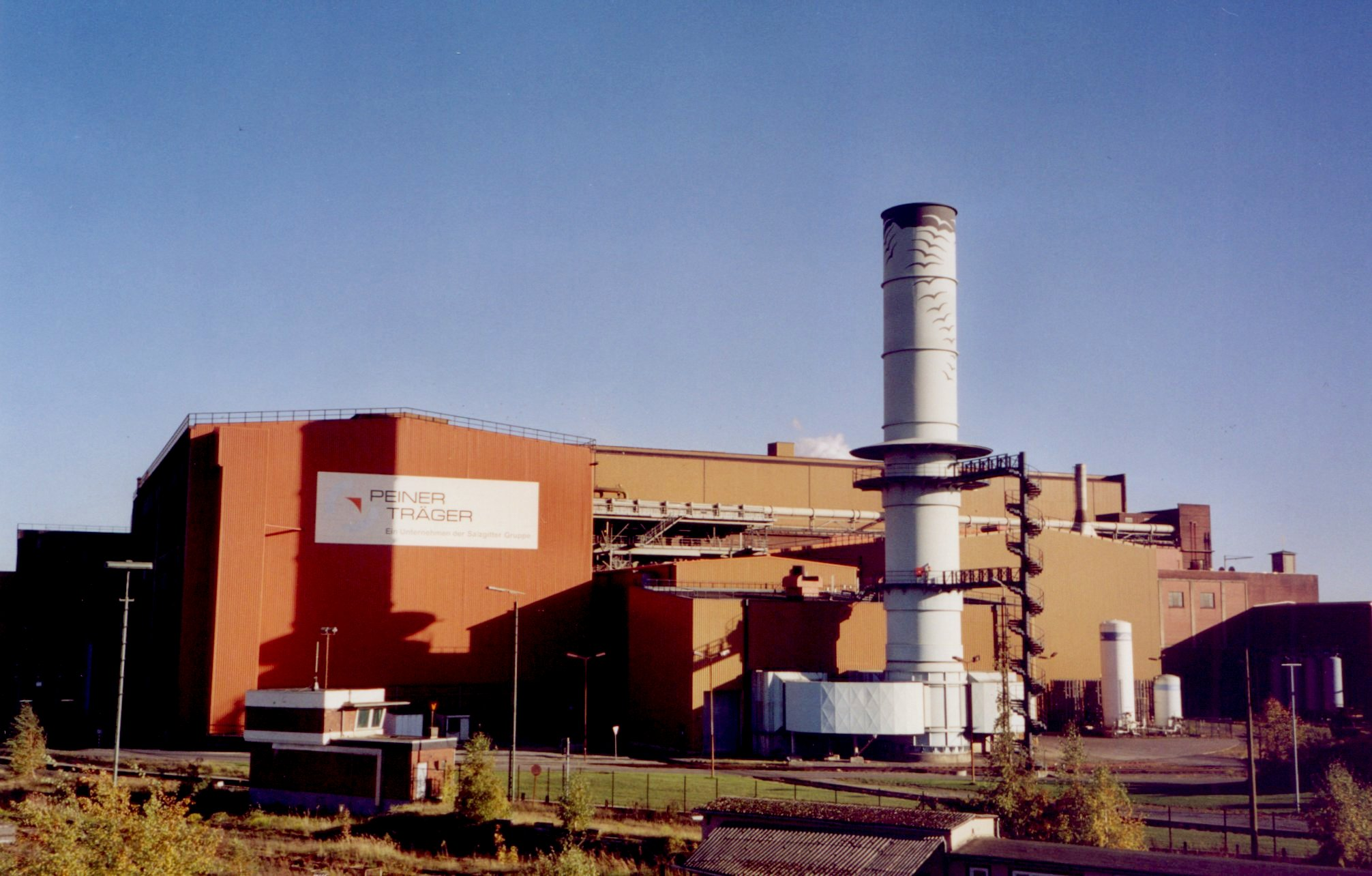
Das Peiner Elektrostahlwerk, 2004

Die Stahlkrise 1975 hatte den Niedergang von etlichen Industriebetrieben in Peine zur Folge. Von 23.000 Arbeitsplätzen gingen mehr als 10.000 verloren. Die Ilseder Hochöfen wurden 1983 stillgelegt. Der Stadt Peine drohte der Verlust ihrer wirtschaftlichen Existenzgrundlage. Bis in die 1980er Jahre hinein wurden Arbeitsplätze abgebaut, und es fand ein Wandel der Industrie zu zukunftsorientierten Branchen (siehe Kapitel 5.2 Wirtschaft) statt. Die Stahlindustrie konnte sich wieder erholen, auch wenn heute nicht mehr so viele Arbeiter im Stahlwerk beschäftigt sind wie in der Blütezeit des Peiner Stahls. Die Salzgitter AG baute das Peiner Werk im November 1994 zu einem der modernsten Elektrostahlwerke Europas um (Peiner Träger GmbH). Durch den Bau eines zweiten Elektro-Ofens durch die Salzgitter AG im Verlaufe der Jahre 2008/2009 wurde dieser Anspruch unterstrichen.
Im Jahr 1995 war Peine Ausrichter des Kulturfestes Tag der Braunschweigischen Landschaft und im Jahr 2000 des Landesfestes Tag der Niedersachsen.
Am 1. September 2012 wurde vom Landesfrauenrat Niedersachsen in Peine der frauenORT Hertha Peters eröffnet. Hertha Peters war von 1964 bis 1972 Landrätin des Landkreises Peine, die erste Landrätin in Niedersachsen.
Vom 28. bis 30. August 2015 war Peine Gastgeber des 18. Europaschützenfestes, einer Veranstaltung der Europäischen Gemeinschaft Historischer Schützen.

### Eingemeindungen
Am 1. März 1974 wurden im Zuge der Gebietsreform Niedersachsens die Gemeinden Berkum, Dungelbeck, Duttenstedt (vorher im Landkreis Braunschweig), Eixe, Essinghausen (vorher im Landkreis Braunschweig), Landwehr (vorher im Landkreis Burgdorf), Röhrse (vorher im Landkreis Burgdorf), Rosenthal, Schmedenstedt, Schwicheldt, Stederdorf, Vöhrum, Wendesse und Woltorf eingegliedert. Handorf wurde bereits am 1. Juli 1968 eingemeindet.

### Entwicklung der Einwohnerzahl

Entwicklung der Einwohnerzahl von 1848 bis 2016

In der Kernstadt Peines wohnen 25.088 Menschen, davon sind 12.795 (51 Prozent) weiblich und 12.293 (49 Prozent) männlich (Stand 31. Juli 2015). Darunter sind 15,24 Prozent Ausländer. Die Ausländer in Peine stammen überwiegend aus der Türkei, danach aus Polen. Die Quote der sozialversicherungspflichtig Beschäftigten beträgt rund 35,3 Prozent (Angabe von 2007) und ist in den letzten Jahren relativ konstant geblieben. Das Durchschnittsalter beträgt etwa 44 Jahre.
Rund 47 % der Bewohner sind evangelisch-lutherisch, 11,3 % römisch-katholisch. Neben den beiden großen Kirchen gibt es auch jeweils eine Gemeinde der Baptisten, der Siebenten-Tags-Adventisten, der Zeugen Jehovas und der Neuapostolischen Kirche.
Inzwischen stellen Menschen mit Migrationshintergrund rund 18 % der Peiner Bevölkerung. So sind auch Menschen muslimischen Glaubens in Peine zu Hause und finden sich beispielsweise in den Moscheen von DITIB und TAKVA zusammen.
Der Aufstieg der Wirtschaft in der zweiten Hälfte des 19. Jahrhunderts führte zu einem rasanten Bevölkerungswachstum von 3.823 Einwohnern im Jahre 1852 auf 15.421 Einwohner 1900. Durch Zuzug von Flüchtlingen nach dem Zweiten Weltkrieg hatte die Stadt 1954 bereits 28.918 Einwohner. Die Anzahl von 49.893 nach der Gebietsreform 1974 ist bis heute etwa gleich geblieben.
Es folgt eine Übersicht mit den Einwohnerzahlen nach dem jeweiligen Gebietsstand. Bis 1987 handelt es sich meist um Volkszählungsergebnisse (¹), danach um amtliche Fortschreibungen der jeweiligen Statistischen Ämter oder der Stadtverwaltung selbst. Die Angaben beziehen sich ab 1852 auf die „Ortsanwesende Bevölkerung“, ab 1925 auf die Wohnbevölkerung und seit 1987 auf die „Bevölkerung am Ort der Hauptwohnung“.
| Jahr         | Einwohner |
| ------------ | --------- |
| 00.00.1848   | 2.996     |
| 03.12.1852 ¹ | 3.823     |
| 03.12.1864 ¹ | 4.285     |
| 01.12.1890 ¹ | 10.115    |
| 02.12.1895 ¹ | 12.600    |
| 01.12.1900 ¹ | 15.421    |
| 01.12.1905 ¹ | 16.500    |
| 01.12.1910 ¹ | 16.667    |
| 01.12.1916 ¹ | 14.110    |
| 05.12.1917 ¹ | 14.092    |
| 08.10.1919 ¹ | 16.014    |
| 16.06.1925 ¹ | 17.111    |
| 16.06.1933 ¹ | 17.763    |
|              |           |

| Jahr         | Einwohner |
| ------------ | --------- |
| 17.05.1939 ¹ | 18.292    |
| 29.10.1946 ¹ | 23.644    |
| 13.09.1950 ¹ | 27.404    |
| 06.06.1961 ¹ | 30.944    |
| 27.05.1970 ¹ | 31.226    |
| 31.12.1975   | 49.450    |
| 31.12.1980   | 47.591    |
| 25.05.1987 ¹ | 45.780    |
| 31.12.1990   | 46.654    |
| 31.12.1991   | 47.225    |
| 31.12.1992   | 47.784    |
| 31.12.1993   | 48.105    |
| 31.12.1994   | 48.507    |

| Jahr       | Einwohner |
| ---------- | --------- |
| 31.12.1995 | 49.024    |
| 31.12.1996 | 49.285    |
| 31.12.1997 | 49.256    |
| 31.12.1998 | 49.201    |
| 31.12.1999 | 49.354    |
| 31.12.2000 | 49.494    |
| 31.12.2001 | 49.499    |
| 31.12.2002 | 49.583    |
| 31.12.2003 | 49.767    |
| 31.12.2004 | 49.810    |
| 31.12.2005 | 49.884    |
| 31.12.2006 | 49.770    |
| 31.12.2007 | 49.516    |

| Jahr       | Einwohner |
| ---------- | --------- |
| 31.12.2008 | 49.737    |
| 31.12.2009 | 49.038    |
| 31.12.2010 | 48.743    |
| 31.12.2011 | 49.092    |
| 31.12.2012 | 49.029    |
| 31.12.2013 | 48.989    |
| 31.12.2014 | 49.157    |
| 31.12.2015 | 49.366    |
| 31.12.2016 | 49.676    |
| 31.12.2017 | 49.901    |
| 31.12.2018 | 49.952    |
| 31.12.2019 | 49.990    |
| 31.12.2020 | 50.249    |

| Jahr       | Einwohner |  |
| ---------- | --------- |  |
| 31.12.2022 | 51.411    |  |

1 Volkszählungsergebnis

### Das „Eulennest“
Peine wird häufig als Eulenstadt oder auch als Eulennest, mundartlich Ulennest, bezeichnet. Es gibt mehrere Legenden und Sagen, die sich um die Eule ranken. Der Ursprung dieser Symbolik im Zusammenhang mit Peine als Stadt ist jedoch nicht eindeutig geklärt. Es ist möglich, dass die Burg Peine wegen der unwegsamen und gefährlichen Moore in der Umgebung abfällig „Ulennest“ genannt wurde und daraus die Sagen entstanden. 

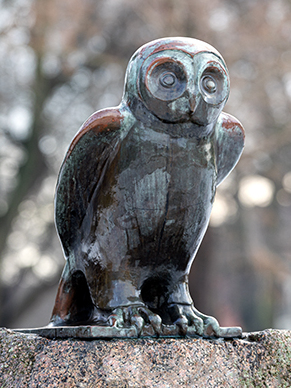
Hans Nowak
Peiner Eule (1992)
Standort im Stadtpark Peine

Die geläufigste ätiologische Herleitung des Namens ist die folgende: „Vor langer Zeit ließ sich eine Eule auf dem Wartturm der Vorburg nieder und fing an, unter dem Dache ein Nest zu bauen. Mit offenem Munde staunte die Besatzung das Tier an und geriet in Furcht angesichts des unbekannten und furchterregenden Wesens. Man sucht den ungebetenen Gast zu vertreiben, doch umsonst, er kommt immer wieder. Schließlich legt man Feuer in den Turm, die Eule jedoch fliegt zur Stadt hinüber. Die Peiner aber fürchten sich nicht, nehmen den Fremdling wohlgemut auf und verehren die Eule als einen Schutzgeist. (Kluge Leute behaupten freilich, auch die Peiner Bürger hätten den sonderbaren Ankömmling durch Feuer vertreiben wollen und dabei die ganze Stadt eingeäschert.)“
Eine andere Fassung der Erklärungslegende lautet so: Eine Eule hatte sich eine Scheune als Schlupfwinkel ausgesucht. Der Knecht bemerkte das Tier beim Strohholen und bekam eine große Angst. Ähnliches widerfuhr dem Bürger. Bald war die gesamte Nachbarschaft versammelt, doch selbst ein besonders mutiger Mann in Rüstung soll Angst bekommen haben. Man entschloss sich daraufhin, die Scheune niederzubrennen, was großen Spott über die Stadt brachte.
Tatsächlich war die Eule zu vielen Zeiten und verschiedenen Völkern als Unglücksbote bekannt oder zumindest vom Schauer des Numinosen umgeben. Der Charakter der Eulenlegende war demnach ein ironisch-bespöttelnder. So musste man sich – gemäß einem zeitgenössischen Spottvers – hüten, einem Peiner bei „Bier und Wein“ mit der allbekannten Eule zu kommen, da man sonst Prügel riskierte:
„Ist einer keck, zieh er gen Pein,

Und geh daselbst zum Bier und Wein,

Frag sie, was ihn’ die Eul gethan,

Warumb sie die verbrennet han.

Und trink mit ihn’ den letzten aus,

Kommt er ungeschlagen wieder hrauß,

Wil ich ihm, was er drinn verzecht,

Duppelt bezahlen, wie es recht.“
Als Peine im Verlauf der Hildesheimer Stiftsfehde mehrmaligen Eroberungsversuchen standhielt, schrieb man dem bisherigen Unglücksbringer nunmehr die Rettung der Stadt zu. So wurde die Eule nun zu einem Wahrzeichen der Stadt und Abzeichen ihres Bürgerstolzes. Auf eine positive Bedeutung der Eule deuten auch die aus dem Jahre 1534 erhaltenen Hochzeitsschüssel hin. Die nun veränderte Legende wollte es, dass die Eule die Peiner nicht erschreckt, sondern im Gegenteil in den Bedrängnissen ihrer Geschichte behütet habe. Charakteristischer Ausdruck dieser Umdeutung der Eule ist der mundartliche Zweizeiler „Peine was maket so feste,/ dat de Ule blev sitten in’n Neste!“ (hochdeutsch etwa „Peine machte so fest, dass die Eule im Nest sitzen blieb!“), der sich auch an einer Häuserwand nahe der Fußgängerzone findet. Er gehört in eine Legende aus der Zeit der Stiftsfehde, nach der die Angreifer sich schon mit Leitern an der Festung zu schaffen machten, als eine Eule, die in der Nähe ihr Nest hatte, mit ihrem Ruf Alarm schlug. Sie soll – wie die kapitolinischen Gänse nach der römischen Legende – die Wachen mit ihrem Lärm geweckt haben und somit einen Angriff der feindlichen Truppen vereitelt haben. Die Verteidiger konnten dadurch rechtzeitig Stellung beziehen und die nächtlichen Braunschweiger ‚Besucher‘ abwehren (aus dem Geschichtsunterricht an der Gunzelin-Realschule Peine und dem Gymnasium Groß Ilsede, Erzählung eines Lehrers). Die Braunschweiger sagten, um ihren Misserfolg zu entschuldigen: „Da hat ne Ule säten.“ (Da hat eine Eule gesessen).
Auch heute noch ist die Eule ein beliebtes Symbol in Peine, sei es bei Veranstaltungen, an Häusern, in Form von Statuen oder Ähnlichem. Besonders die Häuser um den Marktplatz herum, aber auch die Jakobi-Kirche sind mit Eulensymbolen verziert. Im Stadtpark steht auf einem Findling die Bronzestatue der „Peiner Eule“, 1992 erschaffen vom Künstler Hans Nowak. Die in Hohwacht und in Peine leben und arbeitende Künstlerin Wiebke Buch verewigte wiederum die „Peiner Eule“ von Hans Nowak in ihrem Bild „Peiner Stadtpark Eule“ im Jahr 2020.

## Religion

Blick auf Chor und Querschiff der neuen Jakobikirche, um 1904

Peine ist Sitz eines Evangelisch-lutherischen Kirchenkreises, er gehört zum Sprengel Hildesheim-Göttingen der Landeskirche Hannovers. Zum Kirchenkreis gehört in der Kernstadt Peine die St.-Jakobi-Kirche in der Stadtmitte, in der heutigen Form Ende des 19. Jahrhunderts erbaut, sowie die Friedenskirche in der Gunzelinstraße und die Martin-Luther-Kirche in der Südstadt, beide 1955 errichtet. Ferner die St.-Johannis-Kirche aus der Nachkriegszeit auf Telgte und die Horstkirche (St. Nicolai) in der Horst, eine Fachwerkkapelle aus dem 18. Jahrhundert. Weitere evangelische Kirchen und Kapellen befinden sich in den Stadtteilen Berkum, Dungelbeck, Duttenstedt, Eixe, Essinghausen, Handorf, Röhrse, Rosenthal, Schmedenstedt, Schwicheldt, Stederdorf, Vöhrum und Woltorf.

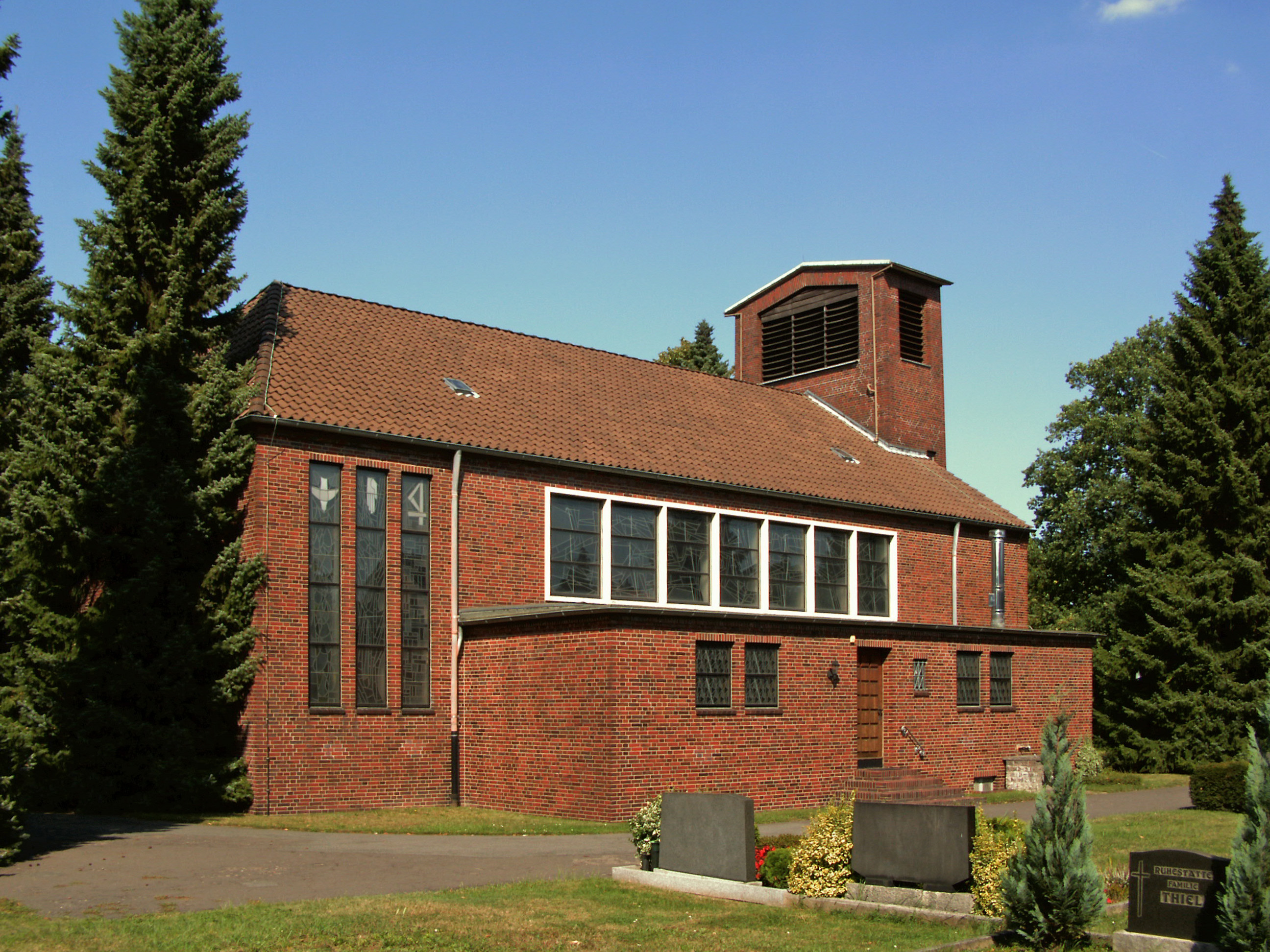
St.-Barbara-Kirche in Telgte

Die katholische Kirche Zu den heiligen Engeln wurde 1867/68 am heutigen Von-Ketteler-Platz errichtet und 1923 durch die inzwischen profanierte Herz-Jesu-Kapelle in der Südstadt ergänzt. Weitere Kirchen wurden nach 1945 in den heutigen Stadtteilen Dungelbeck, Stederdorf und Vöhrum erbaut, ferner 1960 auf dem Telgter Friedhof an der Vöhrumer Straße die St.-Barbara-Kirche. In Essinghausen befand sich eine Notkapelle. Sämtliche katholischen Kirchen in Peine gehören heute zur Pfarrgemeinde Zu den heiligen Engeln und zum Dekanat Braunschweig.
Zur Evangelisch-Freikirchlichen Gemeinde Peine (Baptisten) gehört die Christuskirche am Rosenhagen. Die Gemeinde gehört zum Bund Evangelisch-Freikirchlicher Gemeinden in Deutschland. Eine neuapostolische Kirche befindet sich im Stadtteil Vöhrum; ihre Gemeinde gehört zum Kirchenbezirk Braunschweig. Eine weitere Kirche befand sich in der Spittastraße 5. Am 7. Oktober 2012 fand dort der letzte Gottesdienst statt, 2013/14 wurde sie zu einem Konzertsaal umgebaut. Die Adventgemeinde Peine am Werderpark gehört zur Freikirche der Siebenten-Tags-Adventisten. Ein Königreichssaal der Zeugen Jehovas befindet sich in der Horst.
Neben den christlichen sind inzwischen auch islamische Religionsgemeinschaften in Peine ansässig. Die drei Moscheen in Peine befinden sich alle in der Südstadt.

## Politik

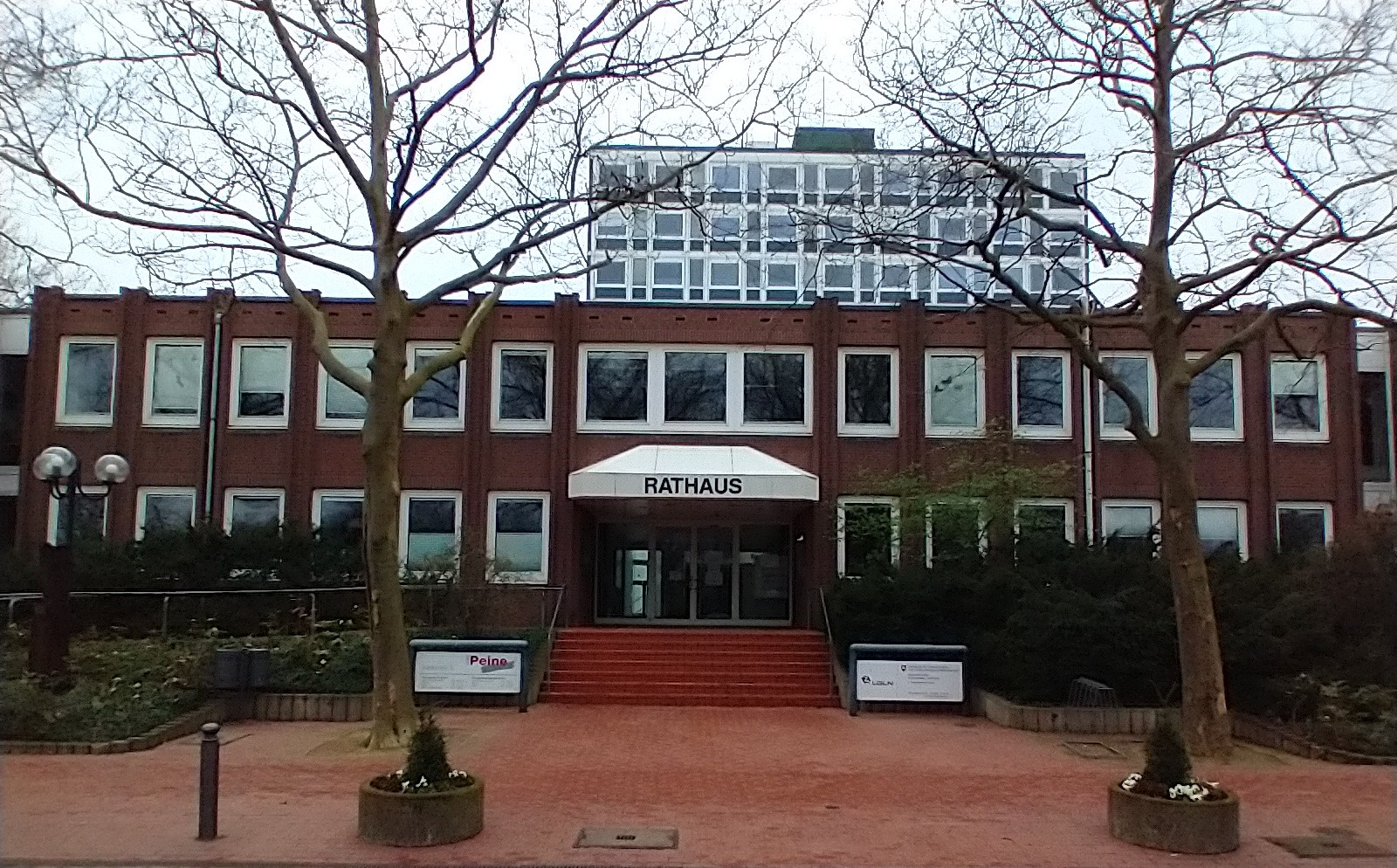
Rathaus der Stadt Peine

### Rat
Der Rat der Stadt Peine, das oberste politische Entscheidungsorgan, trifft Entscheidungen, welche die Selbstverwaltung der Stadt betreffen. Dazu gehören die Bestimmung von öffentlichen Abgaben, Bebauungspläne oder auch die Benennung von Ehrenbürgern. Darunter fallen Regelungen für die Benutzung und Gebühren für öffentlichen Einrichtungen wie beispielsweise Bibliotheken, Straßenreinigung, Müllabfuhr, Wasserversorgung, Kanalisation und Fernwärme zu beschließen. Der Rat besteht aus 40 Ratsfrauen und Ratsherren. Dies ist die festgelegte Anzahl für eine Stadt mit einer Einwohnerzahl zwischen 40.001 und 50.000 Einwohnern. Die 40 Ratsmitglieder werden durch eine Kommunalwahl für jeweils fünf Jahre gewählt. Die aktuelle Wahlperiode begann am 1. November 2021 und endet am 31. Oktober 2026.
Stimmberechtigt im Rat ist außerdem der hauptamtliche Bürgermeister Klaus Saemann (SPD).
Die letztvergangene Kommunalwahl am 12. September 2021 führte zu folgendem Ergebnis (Diagramm) und der entsprechenden Sitzverteilung (mit Vergleichszahlen der Wahlen 2016, 2011 und 2006):
| Ratswahl 2021Wahlbeteiligung: 52,41 % 403020100 38,6 %29,6 %11,2 %5,7 %5,7 %3,9 %2 %1,1 %1 %1 % SPDCDUGrüneAfDFW-PBeFDPLinkeUnabh.hVoltBasisAnmerkungen:e Wgem. Freie Wähler Peiner Land - Peiner Bürgergemeinschafth Einzelbewerber Thomas Weitling | \| Partei / Liste \| Sitze 2021 \| Sitze 2016 \| Sitze 2011 \| Sitze 2006 \| \| SPD \| 16 \| 18 \| 19 \| 21 \| \| CDU \| 12 \| 13 \| 11 \| 12 \| \| GRÜNE \| 5 \| 3 \| 4 \| 2 \| \| PB * \| 2 \| 2 \| 2 \| 2 \| \| FDP \| 2 \| 1 \| 1 \| 1 \| \| AfD \| 2 \| – \| – \| – \| \| Die Linke \| 1 \| 1 \| 1 \| 1 \| \| Piratenpartei \| 1 \| 1 \| 1 \| – \| \| Volt \| 1 \| – \| – \| – \| \| Einzelbewerber \| 1 \| – \| – \| – \| \| GuB ** \| – \| – \| 1 \| 1 \| \| * PB = Peiner Bürgergemeinschaft ** GuB = Gemeinschaft unabhängiger Bürger \| \| \| \| \| |            |            |            |
| Partei / Liste | Sitze 2021 | Sitze 2016 | Sitze 2011 | Sitze 2006 |
| SPD | 16 | 18         | 19         | 21         |
| CDU | 12 | 13         | 11         | 12         |
| GRÜNE | 5 | 3          | 4          | 2          |
| PB * | 2 | 2          | 2          | 2          |
| FDP | 2 | 1          | 1          | 1          |
| AfD | 2 | –          | –          | –          |
| Die Linke | 1 | 1          | 1          | 1          |
| Piratenpartei | 1 | 1          | 1          | –          |
| Volt | 1 | –          | –          | –          |
| Einzelbewerber | 1 | –          | –          | –          |
| GuB ** | – | –          | 1          | 1          |
| * PB = Peiner Bürgergemeinschaft ** GuB = Gemeinschaft unabhängiger Bürger | |            |            |            |

### Verwaltungsausschuss
Die Hauptaufgabe des Verwaltungsausschusses ist es, die Ratsbeschlüsse mit Hilfe von Empfehlungen der Fachausschüsse und Ortsräte vorzubereiten. Er fällt auch eigene Entscheidungen und kümmert sich um Einwohneranträge, Anregungen und Beschwerden der Bürger. Der Verwaltungsausschuss setzt sich aus dem Bürgermeister, den aus dem Rat bestimmten Beigeordneten und den Grundmandatsinhabern zusammen.

### Bürgermeister
Der Bürgermeister, das dritte Organ der Stadt, wird bei der Kommunalwahl für eine Dauer von fünf Jahren gewählt. Er sorgt für die Vorbereitung und Ausführung der Beschlüsse von Rat und Verwaltungsausschuss. Er repräsentiert die Stadt Peine und vertritt die Stadt in gerichtlichen Verfahren. 2001 wurde Udo Willenbücher mit 50,8 % zum ersten hauptamtlichen Bürgermeister der Stadt Peine gewählt. Er war bereits von 1996 bis 2001 in der Nachfolge von Willi Boß Stadtdirektor. Er verzichtete 2006 aus gesundheitlichen Gründen auf eine Wiederwahl. Bei der Kommunalwahl am 11. September 2006 wurde Michael Kessler (SPD) im ersten Wahlgang mit 51,4 % zum hauptamtlichen Bürgermeister gewählt. Bei der gleichzeitig mit der Europawahl 2014 stattfindenden Bürgermeisterwahl am 25. Mai 2014 kandidierte Kessler erneut und setzte sich mit 73,9 % der Stimmen gegen Karl-Heinrich Belte von der Peiner Bürgergemeinschaft (PB) durch. Vorab gab Kessler jedoch bereits bekannt, das Amt im Falle des Wahlsieges nur noch zwei Jahre auszuführen. Bei der Bürgermeisterwahl am 11. September 2016 erhielt kein Kandidat die absolute Mehrheit, daher wurde am 25. September 2016 eine Stichwahl zwischen dem SPD-Kandidaten Klaus Saemann (43,0 %) und dem CDU-Kandidaten Andreas Meier (34,9 %) durchgeführt, in der Klaus Saemann 52,2 % der Stimmen erhielt.

#### Bürgermeister der Stadt Peine seit 1945
Ehrenamtliche Bürgermeister von 1945 bis 2001
- 1945–1946: Alfred Hertel (parteilos)
- 1946–1947: Hermann Seidensticker (CDU)
- 1947–1948: Walter Braune (NLP)
- 1948–1952: Hans Balbiani (SPD)
- 1952–1955: Richard Langeheine (DP)
- 1955–1956: Arthur Enk (CDU)
- 1956–1961: Hans Gallinis (SPD)
- 1961–1964: Richard Langeheine (GDP, CDU)
- 1964–1968: Hans Balbiani (SPD)
- 1968–1970: Karl-Heinz Schülke (CDU)
- 1970–1972: Richard Langeheine (CDU)
- 1972–1991: Gerhard Heinze (SPD)
- 1991–2001: Ulrich Biel (SPD)

Stadtdirektoren von 1948 bis 2001:
- 1948–1972: Dietrich Wilde
- 1972–1996: Willy Boß
- 1996–2001: Udo Willenbücher (SPD)

Hauptamtliche Bürgermeister seit 2001
- 2001–2006: Udo Willenbücher (SPD)
- 2006–2016: Michael Kessler (SPD)
- seit 2016: Klaus Saemann (SPD)

### Wappen
Blasonierung: „Gespalten von Gold und Rot, auf grünem Bogenschildfuß zwei nach außen gebogene, mit schwarzem Band gebundene goldene Garben, überhöht von einem [nach heraldisch rechts] springenden rotgezungten, schwarzen Wolf.“ 
Das Wappen geht auf das Wappen der Herren von Wolfenbüttel (später von der Asseburg) und insbesondere auf das Wappen des Ministerialen Gunzelin von Wolfenbüttel zurück, der die Burg Peine um 1202 übernahm und 1220 die Stadt Peine gründete. Seit dem 13. Jahrhundert haben sich an dem Wappen lediglich Kleinigkeiten geändert. So war der Boden ursprünglich silbern und die Farben der Garben wurden mehrfach gewechselt. Der Schild ist erst seit dem 17. Jahrhundert gespalten. Die dabei verwendeten Farben Gold und Rot weisen auf die lange Zugehörigkeit zum Hochstift Hildesheim (von 1260 bis 1802) hin.
Aus dem 19. Jahrhundert ist außerdem noch eine andere Version des heute üblichen Stadtwappens bekannt. Das damalige Wappen war rot und grün gespalten, mit einem schwarzen Wolf, der über zwei goldene Garben springt; über dem Schild thronte noch ein bläulicher Kolbenturnierhelm samt gelb-roter Helmzier. In einer weiteren Variante sitzt auf dem Helm ein weiterer schwarzer Wolf mit dreiblättrigem Kleeblatt zwischen zwei weiteren gelben Garben.
Das heutige Wappen zeigt die Farbe Grün nur im unteren Teil – als Grund für die darauf gestellten goldenen Garben. Erst seit 1924 gibt es ein festes Stadtwappen, das von dem Grafiker Emil-Werner Baule (1870–1953) gestaltet worden ist, wie Recherchen im Stadt- und Kreisarchiv ergaben. Die Stadtfarben von Peine sind bis heute Grün und Rot.

### Städtepartnerschaften
Peine unterhält mit folgenden Städten eine Städtepartnerschaft:
 Heywood (Rochdale, Greater Manchester) im Vereinigten Königreich, seit 1967

 Aschersleben in Deutschland, seit 1990

 Tripoli in Griechenland, seit 2000
Nach längeren guten Beziehungen wurde am 13. Februar 2003 mit Asselheim, einem Stadtteil Grünstadts, ein Freundschaftsvertrag geschlossen.

## Kultur und Sehenswürdigkeiten

### Theater und Museen

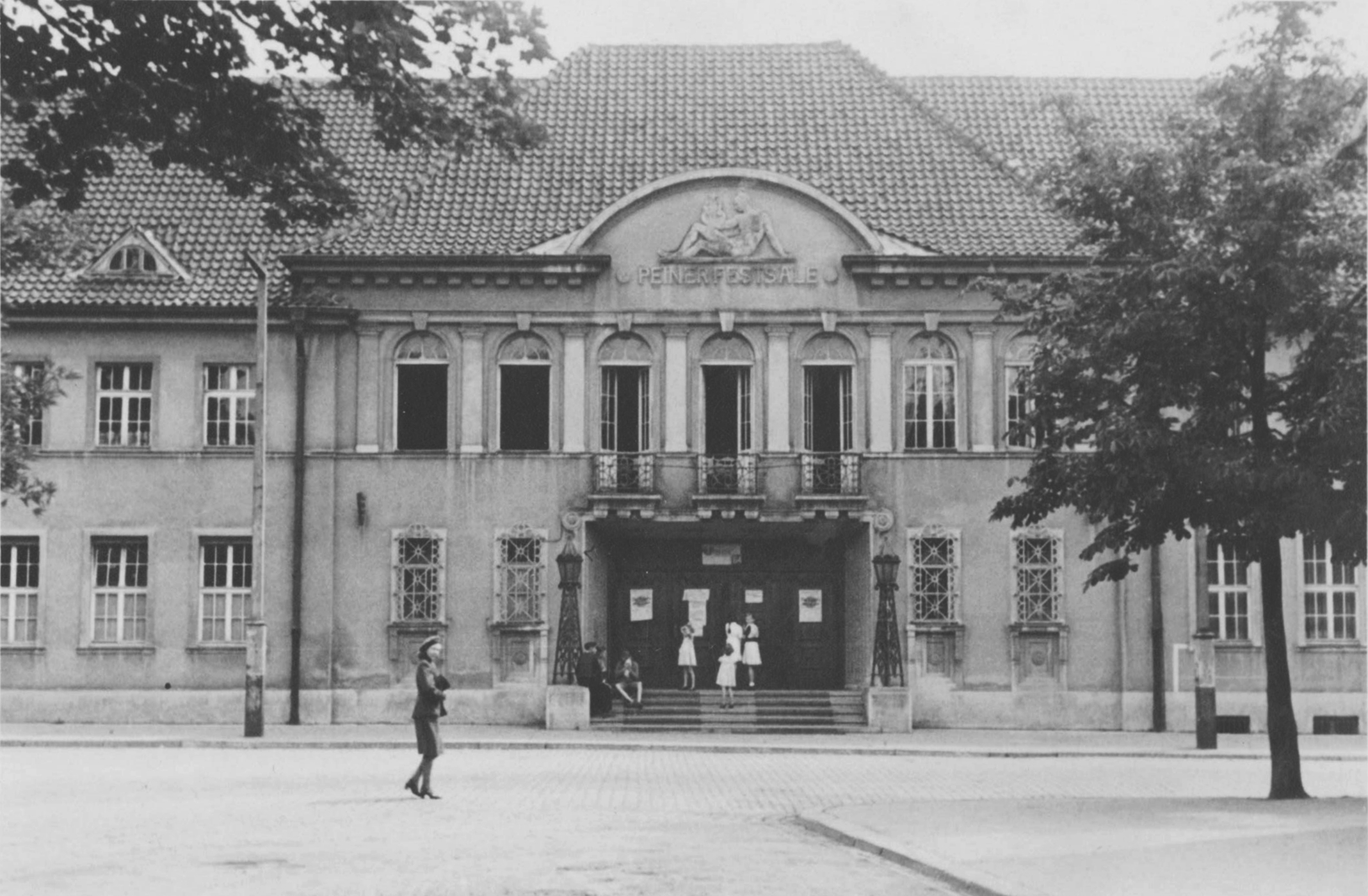
Stadttheater Peiner Festsäle 1946

- Peine bietet mit den Festsälen und dem Forum zwei gut ausgestattete Spielstätten. Unter Beteiligung der Stadt und des Landkreises Peine bildete sich 1947 der Verein Kulturring als privater Träger des Theaterlebens der Stadt. Er schafft Angebote wie Lesungen, Ausstellungen, Theateraufführungen und Konzerte. Außerdem befinden sich in Peine zwei Kinos, von denen das größte 300 Sitzplätze hat.
- Das von Norbert Stiller gebaute Stadttheater Peiner Festsäle am Friedrich-Ebert-Platz mit seinen 750 Sitzen wurde 1922 eingeweiht. Zur Gründung gibt es die Anekdote, dass die Ehefrau des Aufsichtsratsvorsitzenden der Ilseder Hütte Wilhelm Meyer, eine Schauspielerin, ihren Mann und Schwager vom Bau überzeugen konnte. Im Straßenzug „Winkel“ befinden sich das Forum Peine, das 1988 für kulturelle und öffentliche Veranstaltungen in Betrieb genommen wurde und das Schmedenstedthaus, ein Dreiständerhaus von 1685, das nun die Stadtbücherei beherbergt. Daneben befindet sich die Töpfers Mühle am historischen Standort der Ratsmühle aus dem 14. Jahrhundert, die 1945 bei einer Explosion beschädigt wurde. Das alte Wahrzeichen Peines wurde zurückerlangt, als man eine Mühle gleichen Typs von der Insel Bornholm kaufte. In der Mühle befindet sich seit 1985 ein Jugendfreizeitzentrum. Seit dem Frühjahr 2011 ist die Holländerwindmühle zur „Niedersächsische Mühlenstraße“ angeschlossen.
- Das Kreismuseum Peine, welches 1988 eingeweiht wurde, ist ein historisches Museum, das sowohl der Darstellung der Peiner Alltagskultur als auch der ansässigen Stahlindustrie gewidmet ist. Neben den Ausstellungen finden hier auch Vorträge statt. In das Museum ist das restaurierte „Glück-auf-Haus“ integriert.
- Das Stadtarchiv dokumentiert die Geschichte des Ortes durch Urkunden, Akten, Karten und alte Peiner Zeitungen.

### Bauwerke

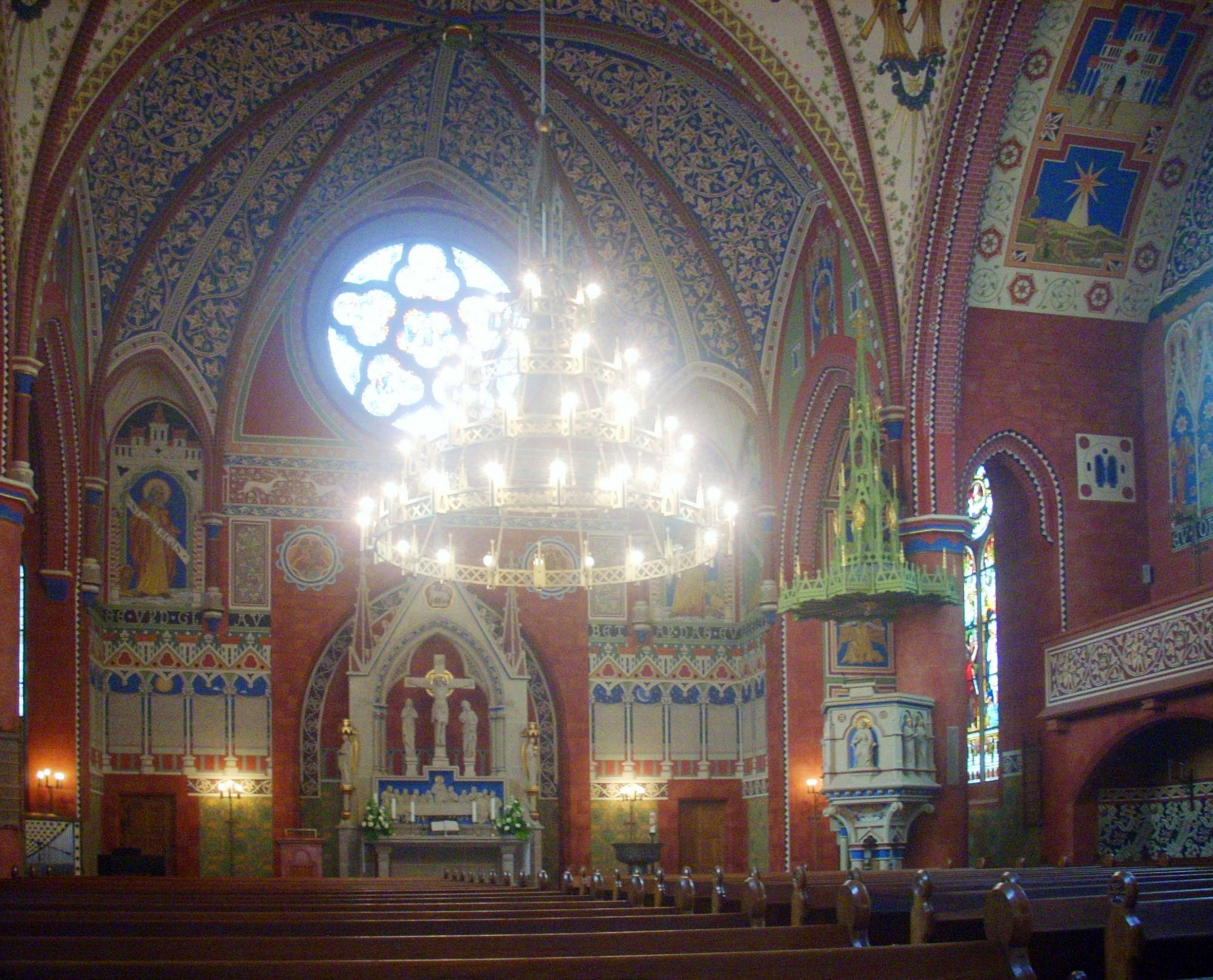
Innenraum der St.-Jakobi-Kirche nach der Wiederherstellung (1992–1994)

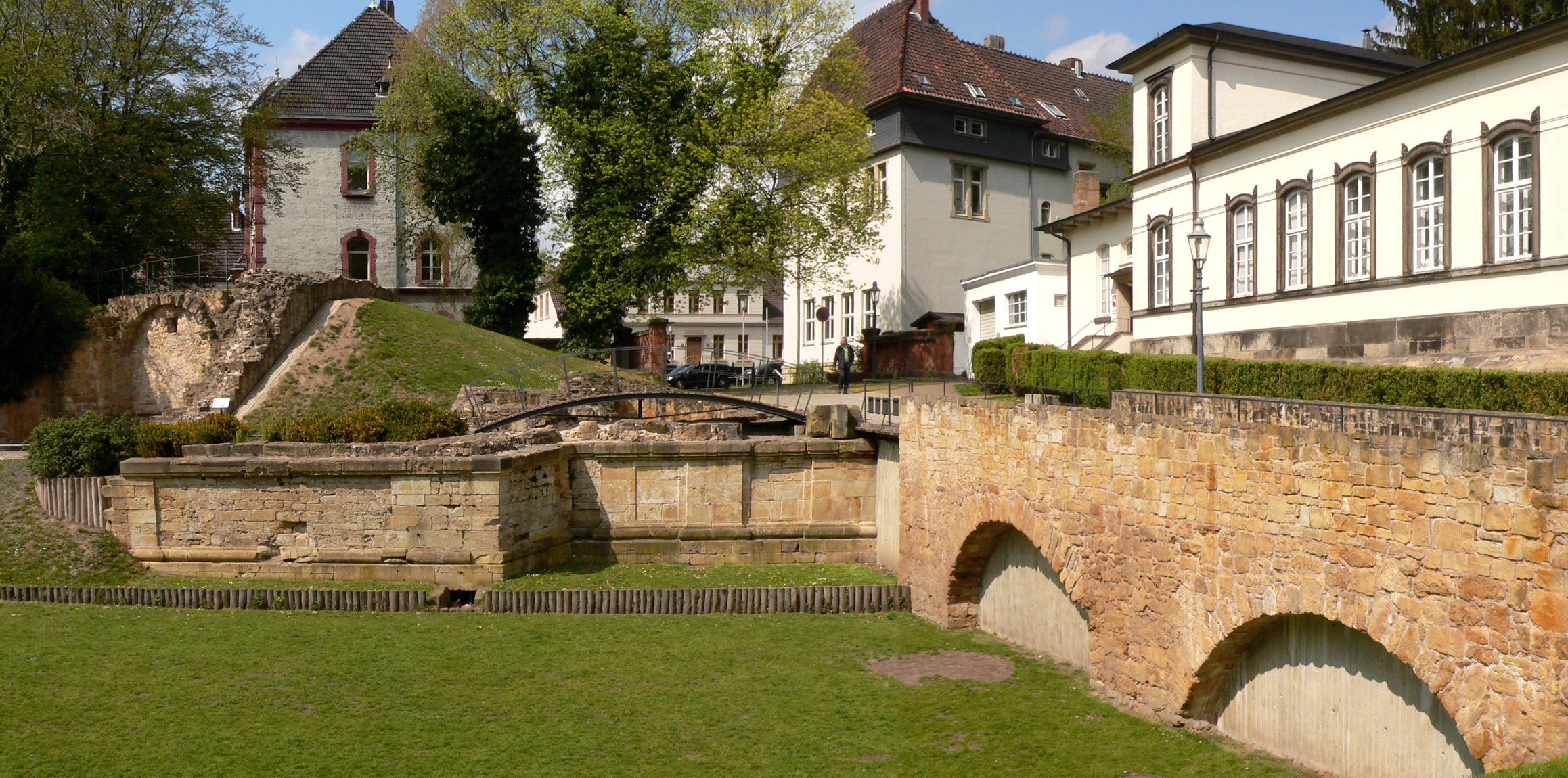
Reste der Burg Peine

- Der Marktplatz, der älteste Platz Peines, wurde bereits von Gunzelin von Wolfenbüttel angelegt. Hier wurden die traditionellen Märkte abgehalten. Er stellte im Mittelalter den Mittelpunkt der Stadt dar. Bei der Restaurierung 1986 wurde in der Mitte des Platzes ein Springbrunnen angelegt. Dabei wurden auch Kirchenfundamente der ursprünglichen St.-Jakobi-Kirche sichtbar. Der Platz ist von Gebäuden aus dem 17. und 18. Jahrhundert umgeben.
- Am Marktplatz befindet sich auch das Alte Rathaus von 1827, das an der gleichen Stelle steht wie schon mehrere Rathäuser zuvor, unter anderem auch das 1557 niedergebrannte. Seit der letzten Renovierung 1985 hat es ein Glockenspiel, das nachmittags zur vollen Stunde zu hören ist.
- Die evangelische St.-Jakobi-Kirche in der Peiner Innenstadt bietet eindrucksvolle Wand- und Deckenmalereien und 800 Sitzplätze für Gottesdienste und Konzerte. Nachdem die ursprüngliche Kirche auf dem Marktplatz 1557 abgebrannt war, wurde sie an der heutigen Stelle, ein paar hundert Meter weiter südlich, wieder aufgebaut. Im Jahre 1693 wurde die Kirche im barocken Stil neu errichtet, 1726 um Stützpfeiler ergänzt und 1893 wegen Baufälligkeit abgerissen. Von 1896 bis 1899 fand ein erneuter Neubau statt, dieses Mal im neugotischen Stil. 1994 erfolgte eine grundlegende Renovierung statt, wobei die Kirche wieder in den ursprünglichen Farben ausgemalt wurde.

- Der Echternplatz, was so viel wie „hinterer Platz“ bedeutet, befindet sich schräg hinter der Jakobi-Kirche. Hier wohnten früher überwiegend die Handwerker der Stadt. Auf ihm befindet sich der Schicke-Schacke, eine Bronzestatue, die einen bekannten Dienstmann und Boten Peines aus dem 19. Jahrhundert darstellt.
- Der Friedrich-Ebert-Platz südlich des Bahnhofs ist der größte Platz Peines. Auf ihm wurde um 1900 der Rossmarkt abgehalten. Hier befindet sich auch der 1888 errichtete Peiner Wasserturm. Ein weiterer Wasserturm wurde 1908 auf dem Peiner Herzberg errichtet.
- Der Burgpark ist eine 6.000 Quadratmeter große Grünanlage, auf der sich restaurierte Überreste der Burg Peine befinden. Der Park wurde ab 1998 freigelegt und im Mai 2000 fertiggestellt. Im Sommer finden hier häufig Veranstaltungen statt.
- In unmittelbarer Nähe des Burgparks steht die katholische Pfarrkirche Zu den Heiligen Engeln, die 1867 nach Plänen von Conrad Wilhelm Hase im nachempfundenen Stil der norddeutschen Backsteingotik erbaut wurde. Im Innern befindet sich ein Triumphkreuz aus dem 13. Jahrhundert.

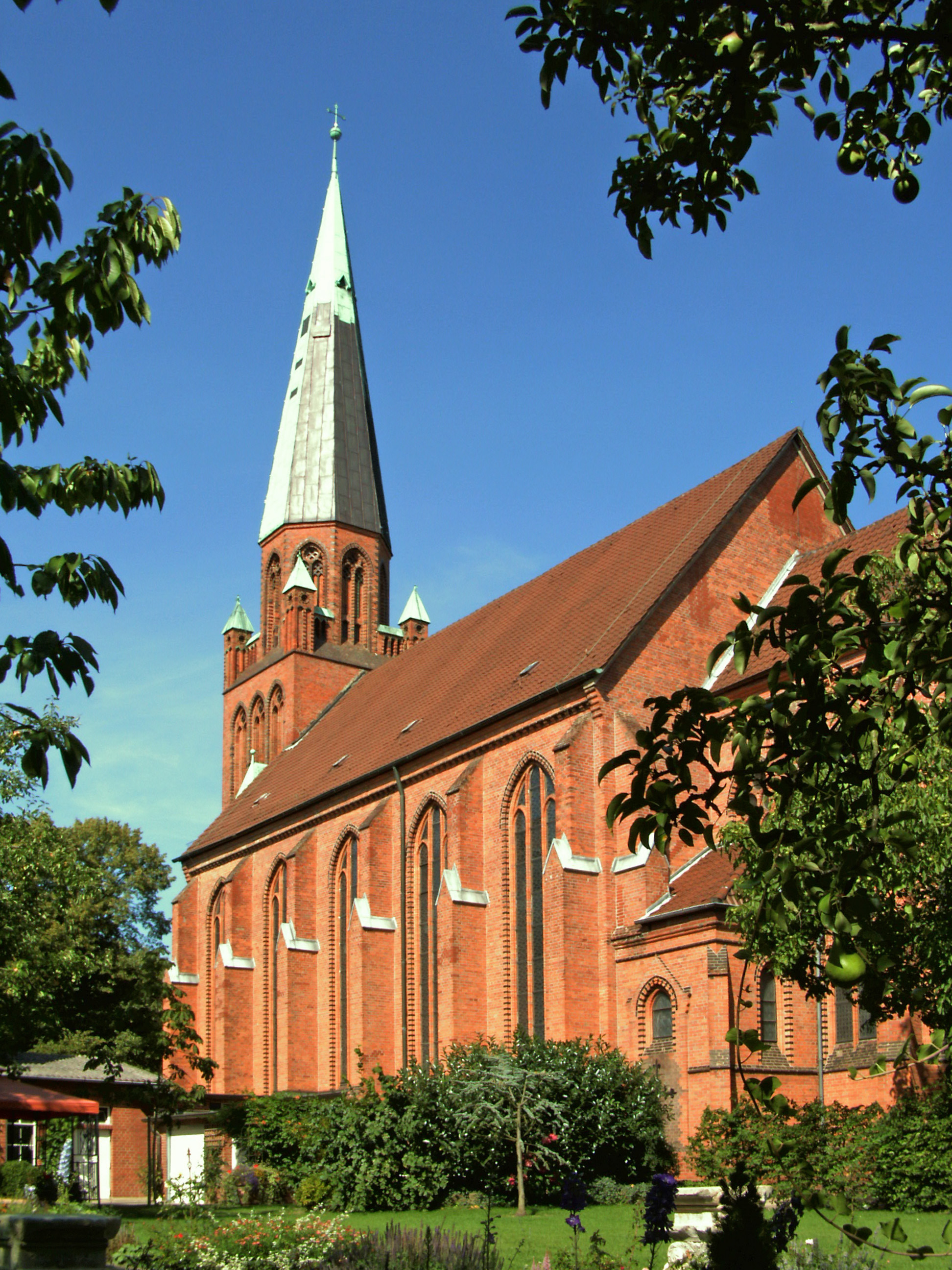
Katholische Kirche Zu den heiligen Engeln

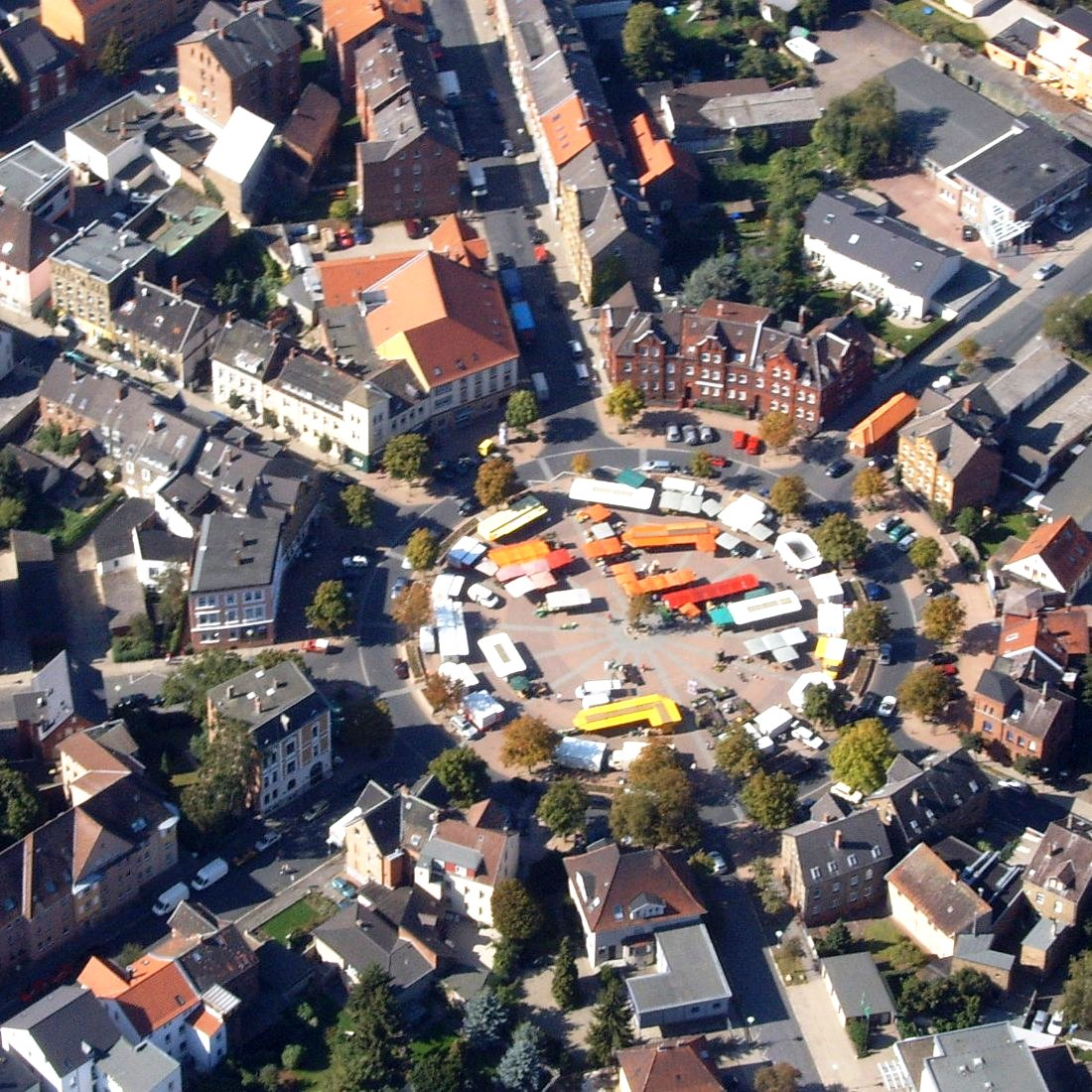
Der Hagenmarkt

- Die Straßenzüge Damm und Kniepenburg sind der älteste Teil Peines. Der Damm, in dem viele Juden lebten, war bis 1852 eine eigenständige Gemeinde. Hier ist das „Pelikan-Haus“ von 1611, eines der ältesten erhaltenen Wohngebäude Peines, zu finden. Im Haus Damm 1 wurde am 21. April 1925 der Peiner Jude Sally (Salomon) Perel geboren. Perel, der später in Israel lebte und dort im Jahr 2023 starb, überlebte unter falschem Namen die Zeit des Nationalsozialismus. In seinem 1990 verfilmten Buch (Ich war Hitlerjunge Salomon) beschrieb er seinen Lebensweg. Vor seinem Geburtshaus ist ein Stolperstein verlegt und es trägt eine von der Stadt Peine angebrachte Gedenktafel.

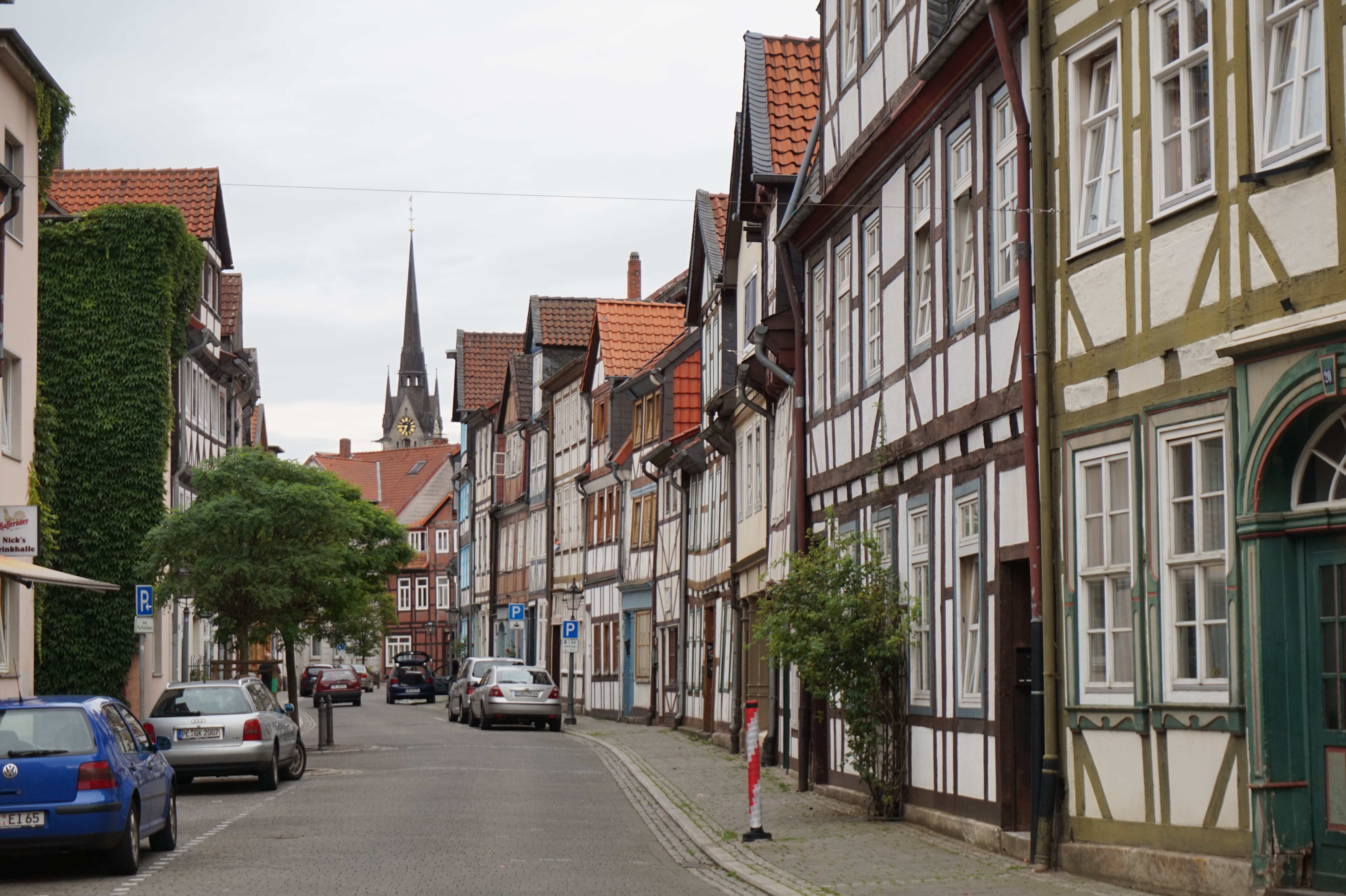
Damm in Peine, Blick Richtung Osten

- Der Hagenmarkt (vom Flurnamen Hagen = „Sumpfgebiet“) ist ein kreisrunder Platz, auf den sternförmig sieben Straßen münden. Er wurde im ausgehenden 19. Jahrhundert angelegt, nach dem städtebaulichen Vorbild des Place Charles-de-Gaulle (zuvor Place de l’Étoile) in Paris. Ende des 19. Jahrhunderts fand hier regelmäßig der Ferkelmarkt statt. Noch heute wird auf dem von Cafés und Kneipen gesäumten Platz mittwochs und samstags ein Wochenmarkt abgehalten.
- Eines der bedeutendsten Baudenkmäler der Stadt ist das Haus Weißer Schwan in der Breiten Straße 58. Das älteste Fachwerkhaus in der Kernstadt, ein ehemaliges Gasthaus, wurde im Jahr 2001 von der Stadt angekauft und vor dem Verfall gerettet. Im Inneren des Gebäudes wurden im Zuge der Restaurierung wenige Reste der ursprünglichen Wandbemalung freigelegt. Es handelt sich um in Niedersachsen einzigartige Renaissancemalereien, die aus der Entstehungszeit des Hauses um 1595 stammen.

### Denkmäler
- Auf dem Luhberg bei Stederdorf steht das Schlageter-Denkmal, eines von etwa hundert Denkmälern in Deutschland, die an den während der Ruhrbesetzung 1923 von französischen Besatzungstruppen zum Tode verurteilten Nationalsozialisten Albert Leo Schlageter erinnern.

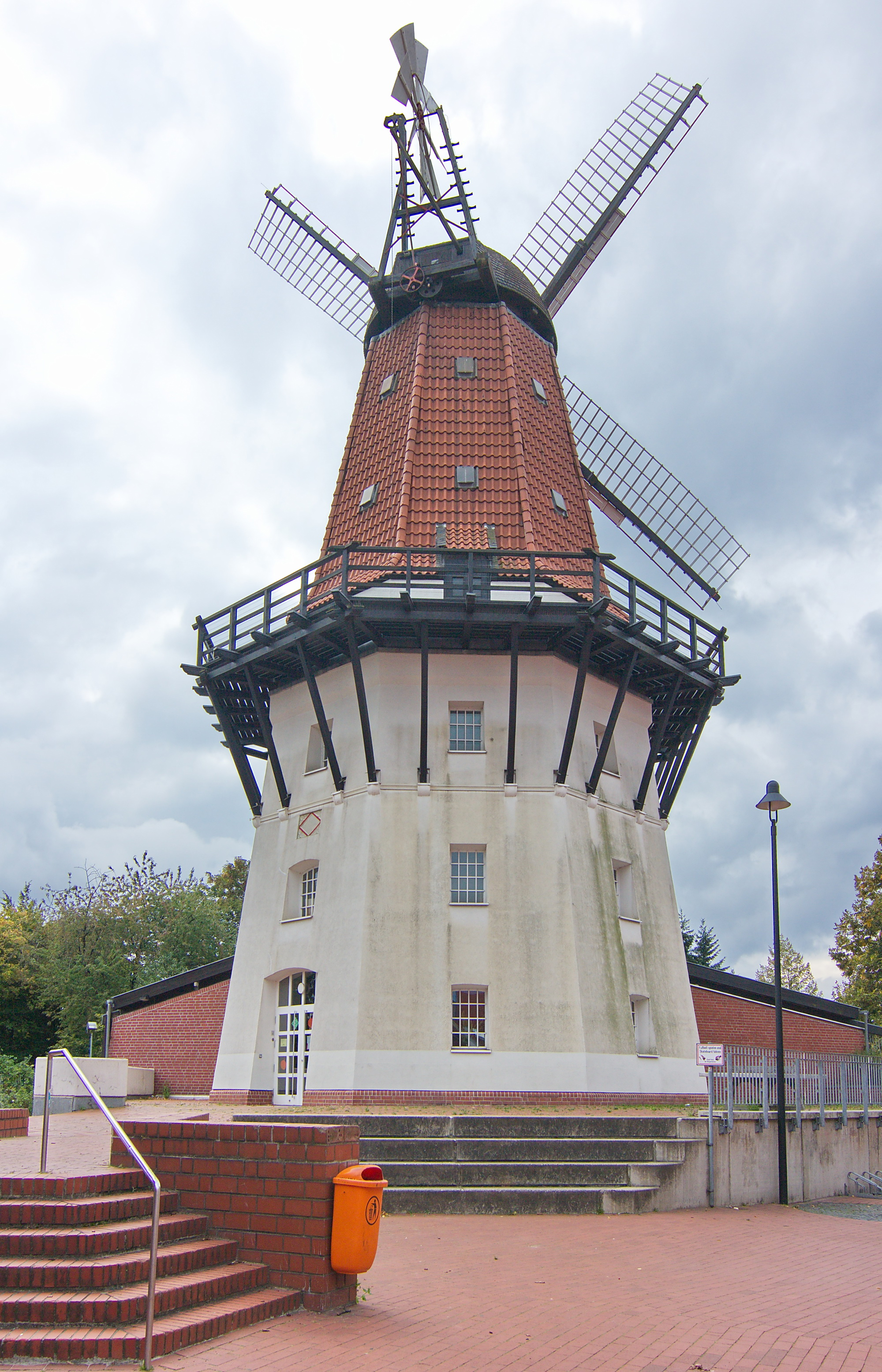
Töpfers Mühle

### Sport
Die Stadt Peine hat ein breit gefächertes Sportangebot. Dazu gehören zahlreiche Sport- und Turnhallen, Freisportplätze, Fitnesscenter und Schießstände. Außerdem gibt es Reithallen und Reitplätze, ein Hallenbad, ein Freibad, ein Kegelheim und außerhalb des Peiner Stadtkerns den Segelflugplatz Peine-Glindbruchkippe. Des Weiteren finden sich in Peine zwei Kanuvereine: Die Faltbootabteilung des „MTV Vater Jahn“ und die Kanu-Gemeinschaft Peine.
Im gesamten Landkreis Peine gibt es über 280 Kilometer befestigte Radwanderwege, auch der Peiner Herzberg lädt zum Radfahren oder Joggen ein. Die größte städtische Sportveranstaltung ist der Peiner Triathlon, der jährlich fast 1000 Athleten an den Eixer See lockt.

### Regelmäßige Veranstaltungen

#### Peiner Freischießen
Das größte Fest ist das jährliche Schützenfest, das „Peiner Freischießen“, das für fünf Tage um den ersten Sonntag im Juli stattfindet. Der Name rührt ursprünglich daher, dass sich die Peiner von den bürgerlichen Pflichten „freischießen“ konnten.
Der Ursprung des Festes ist wegen des bereits erwähnten Stadtbrandes von 1557 unbekannt. Urkundliche Erwähnung findet das Fest erst in den daraufhin angefertigten Statuten der Stadt Peine. Man geht heute davon aus, dass bereits kurz nach der Stadtgründung um 1220 eine Art „Bürgerwehr“ in der häufig umkämpften Stadt existierte. Diesen Willen zur Selbstverteidigung nutzten die Peiner Bürger im Laufe der Zeit um sich immer mehr Rechte von Seiten der Grundherren zu sichern (z. B. das Freischießen von den Steuern oder ein von den Bürgern gewählter Bürgermeister).
Seit dem Ende des 19. Jahrhunderts ist das Peiner Freischießen nicht mehr eine Veranstaltung eines einzelnen „Orts-Schützenvereins“, sondern es treten sieben „Korporationen“ an. Jede Korporation ermittelt ihren eigenen König. Unter den sieben Korporationen gibt es drei sogenannte „Bürgerkorporationen“, nämlich die Schützengilde (1597), das Bürger Jäger Corps (1871) und das Neue Bürger Corps (1927). Diese schießen untereinander den Bürgerkönig aus. Der Bürgerkönig nimmt im Jahr seiner Regentschaft eine besondere Stellung im gesellschaftlichen Leben der Stadt ein.
Große Tradition hat das Corps der Bürgersöhne (1814), in dem die sogenannten Junggesellen das Freischießen feiern. Das Corps der Bürgersöhne schießt seinen eigenen aktiven „König“ aus. Die sogenannte passive Abteilung, bestehend aus nicht mehr ledigen Mitgliedern, bestimmt unter sich den passiven „König“.
Die Gründung von sieben Korporationen hat ihre Wurzeln in der Zeit der industriellen Revolution, die großen Einfluss auf Peine hatte. Die vielen Neubürger wollten auch aktiv am Freischießen teilnehmen, jedoch war ihnen der Eintritt in die Schützengilde versperrt, die damals aus alteingesessenen Peiner Kaufleuten und Handwerkern bestand. Neben den bereits erwähnten Korporationen nehmen der MTV Vater Jahn Peine von 1862 Corporation, der TSV Bildung von 1863 sowie der Peiner Walzwerker Verein von 1878 an dem größten Heimatfest teil.
Seit 1966 wird das Fest mit einem Großfeuerwerk eröffnet, heute findet es auf dem 1979 gebauten Schützenplatz statt. Nach wie vor sind die offiziellen Termine und Freischießenämter eine Domäne der Männer.

#### Weitere

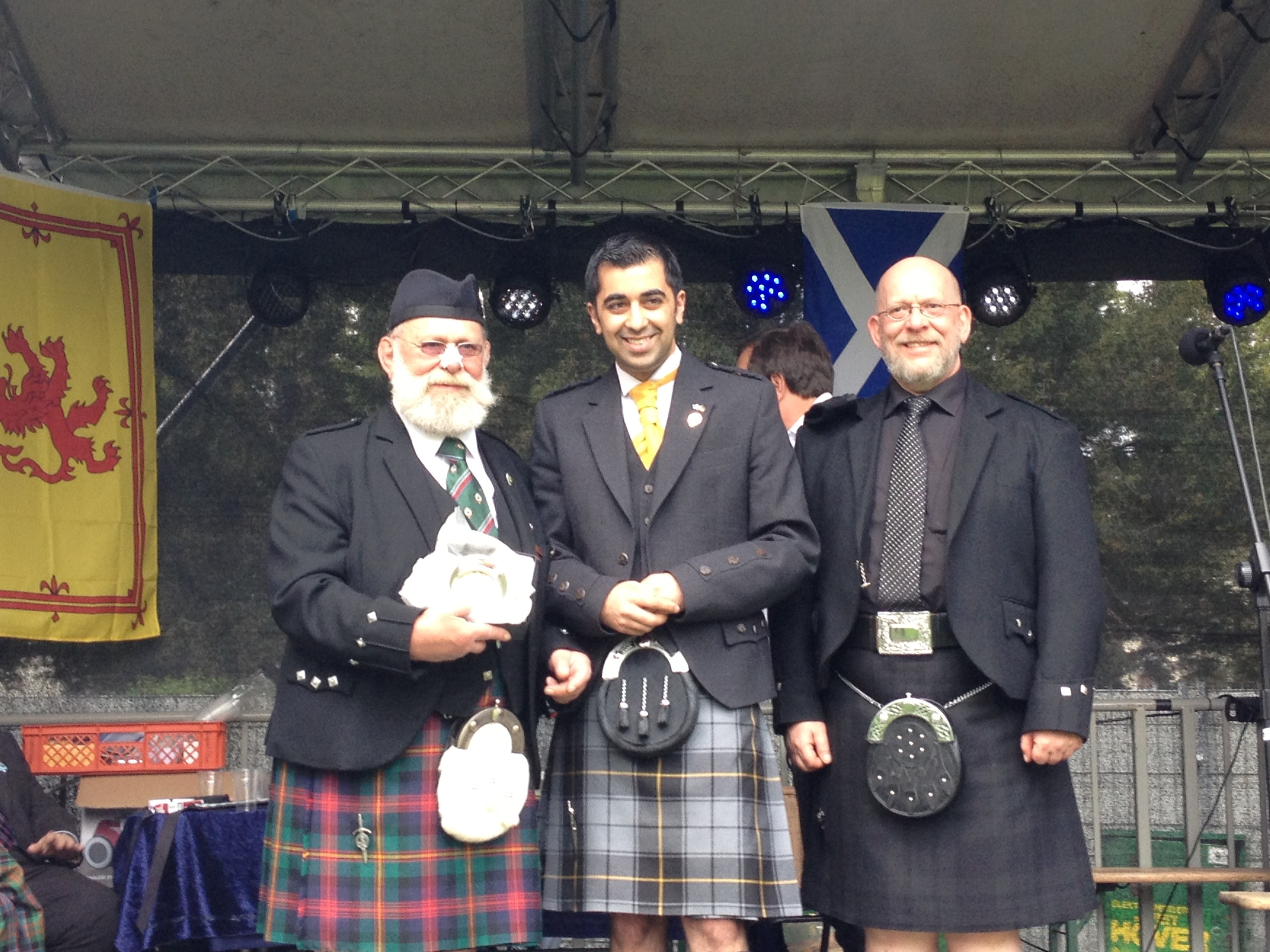
Der schottische Politiker Humza Yousaf (Mitte) als Ehrengast beim Highland Gathering, 2013

Ein weiteres jährliches Großereignis ist das Peiner Stadtfest, der Eulenmarkt. Weitere Ereignisse sind seit 1998 das Highland Gathering, bei dem sich internationale Pipe- and Drumbands bei den offiziellen offenen deutschen Meisterschaften einen musikalischen Wettkampf liefern und anschließend die Highland Games veranstaltet werden. Das Unabhängige Jugendzentrum Peine (UJZ) veranstaltet jährlich das zweitägige Punk-Festival Refuse.

## Wirtschaft und Infrastruktur

### Unternehmen

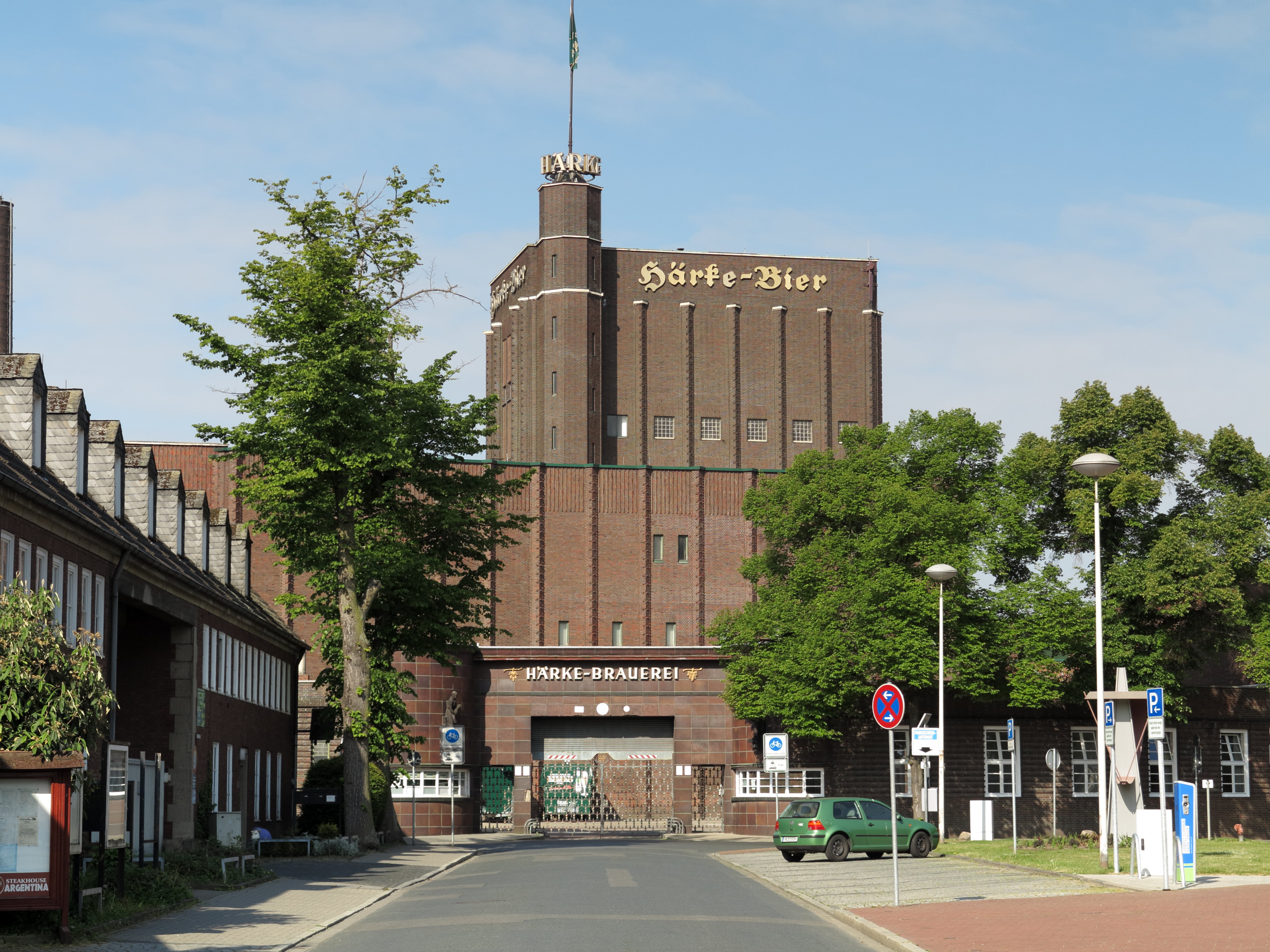
Das denkmalgeschützte Gebäude der BrauManufaktur Härke

Peine war bis zur Stahlkrise in den 1970er Jahren weitgehend durch die Stahlindustrie geprägt (siehe auch Aufstieg der Wirtschaft). Nach dem Zusammenbruch der Stahlindustrie sah man sich wie in anderen Industriezentren auch gezwungen, die Monostruktur und die damit verbundene Abhängigkeit abzulösen.
In Peine wurden neue zukunftsträchtige Betriebe angesiedelt. Unter anderem hatte der Hersteller von Unterhaltungselektronik Matsushita eine Produktions- und Entwicklungsniederlassung in Peine. Das Gelände wurde inzwischen vom Berliner Schokoladen-Produzenten Rausch übernommen, der schon seit 1982 eine Fabrik im Norden von Peine unterhält. Die Firma Pelikan AG errichtete 1973 ein Werk im Peiner Ortsteil Vöhrum.
Beliebt bei vielen Peinern ist das Bier der Privatbrauerei Härke, die seit der Übernahme der Rauls’schen Brauerei im Jahre 1890 auf eine lange Tradition zurückblicken kann. 2013 verlor das Unternehmen seine Eigenständigkeit. Es wurde von der Einbecker Brauhaus AG übernommen und firmiert seitdem als Härke Braumanufaktur.
Auch die Firma Funkwerk Enterprise Communications GmbH (früher Elmeg Communication Systems GmbH) ist in Peine ansässig. 2011 eröffnete die Fa. NOWEDA (Arzneimittelgroßhandel) einen neuen Standort in Peine.
Im Gewerbegebiet Peine-Ost ließen sich mehrere Logistikunternehmen nieder. So eröffnete die Logistikfirma Meyer & Meyer 2016 im Auftrag von Zalando ein Lager. Im Jahr 2017 öffnete dort das Unternehmen DSV für die Drogeriemarktkette DM einen Logistikknotenpunkt für Norddeutschland. 2018 nahm der Non-Food-Discounter Action Nederland ein Logistikzentrum für Nordosteuropa in Betrieb.
Die Fußgängerzone in der Breiten Straße wurde 1971 eingerichtet und ist Standort vieler  Einzelhandelsunternehmen.
Die Stadt war Unternehmenssitz der Kreissparkasse Peine (fusioniert 2017 mit Goslar und Hildesheim) und der Volksbank Peine (verschmolzen 2016 mit Braunschweig und Wolfsburg).

### Bildung

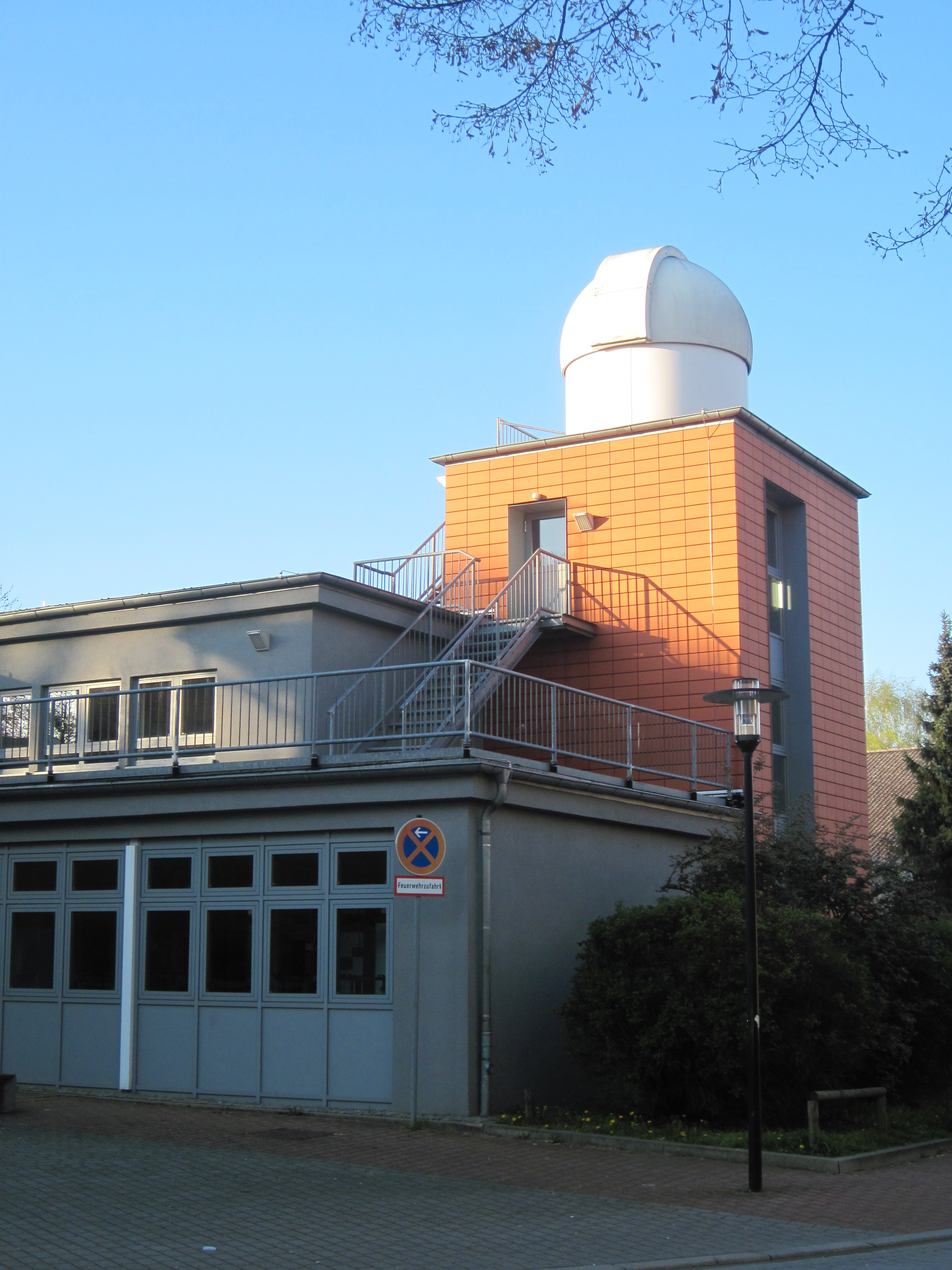
Peiner Sternwarte am Ratsgymnasium

Der erste Nachweis einer Peiner Schule – vermutlich eine Lateinschule – geht auf das Jahr 1423 zurück. In einer Urkunde wurde der damalige, aus Hildesheim stammende Schuldirektor erwähnt. In den 1960er Jahren wurden zahlreiche Schulen ausgebaut und einige weitere neu errichtet.
Peine hat heute mehrere Grund- und Hauptschulen wie die Bodenstedt-/Wilhelmschule (Haupt-/Realschule) und die Burgschule (verlässliche Grund-/Hauptschule), die Gunzelin-Realschule und eine berufsbildende Schule. Dazu kommen mit dem Ratsgymnasium, dem Gymnasium am Silberkamp und dem beruflichen Gymnasium (ausschließlich Oberstufe) drei Gymnasien. Seit 2001 ist im Stadtteil Vöhrum eine Integrierte Gesamtschule ansässig, welche ebenfalls eine gymnasiale Oberstufe bekommen hat und somit die vierte Möglichkeit bietet, im Stadtgebiet die Fach- und Allgemeinhochschulreife zu erlangen.
Die drei Schulen der Orientierungsstufe wurden im Sommer 2004 aufgelöst und in die weiterführenden Schulen eingegliedert. Zwar besitzt Peine keine eigene Hochschule, profitiert dafür aber von der Nachbarschaft zu den Forschungszentren in Braunschweig und Hannover.
Darüber hinaus hat Peine für die Erwachsenen- und Weiterbildung eine Kreisvolkshochschule.
Zum Ratsgymnasium gehört zudem eine Sternwarte mit elektrisch betriebener, 360°-drehbarer Baader-Sternwartenkuppel. Im Herbst 2014 stiftete die Erich-Mundstock-Stiftung (Kraftverkehr Mundstock) ein neues Meade-12-Teleskop.

### Klinikum
Das Klinikum Peine (zuvor Kreiskrankenhaus Peine) befindet sich in kommunaler Trägerschaft des Landkreises und der Stadt Peine. Zwischen 2003 und 2020 war es ein Teil der AKH-Gruppe, Celle.

### Verkehr

#### Straßen und Brücken

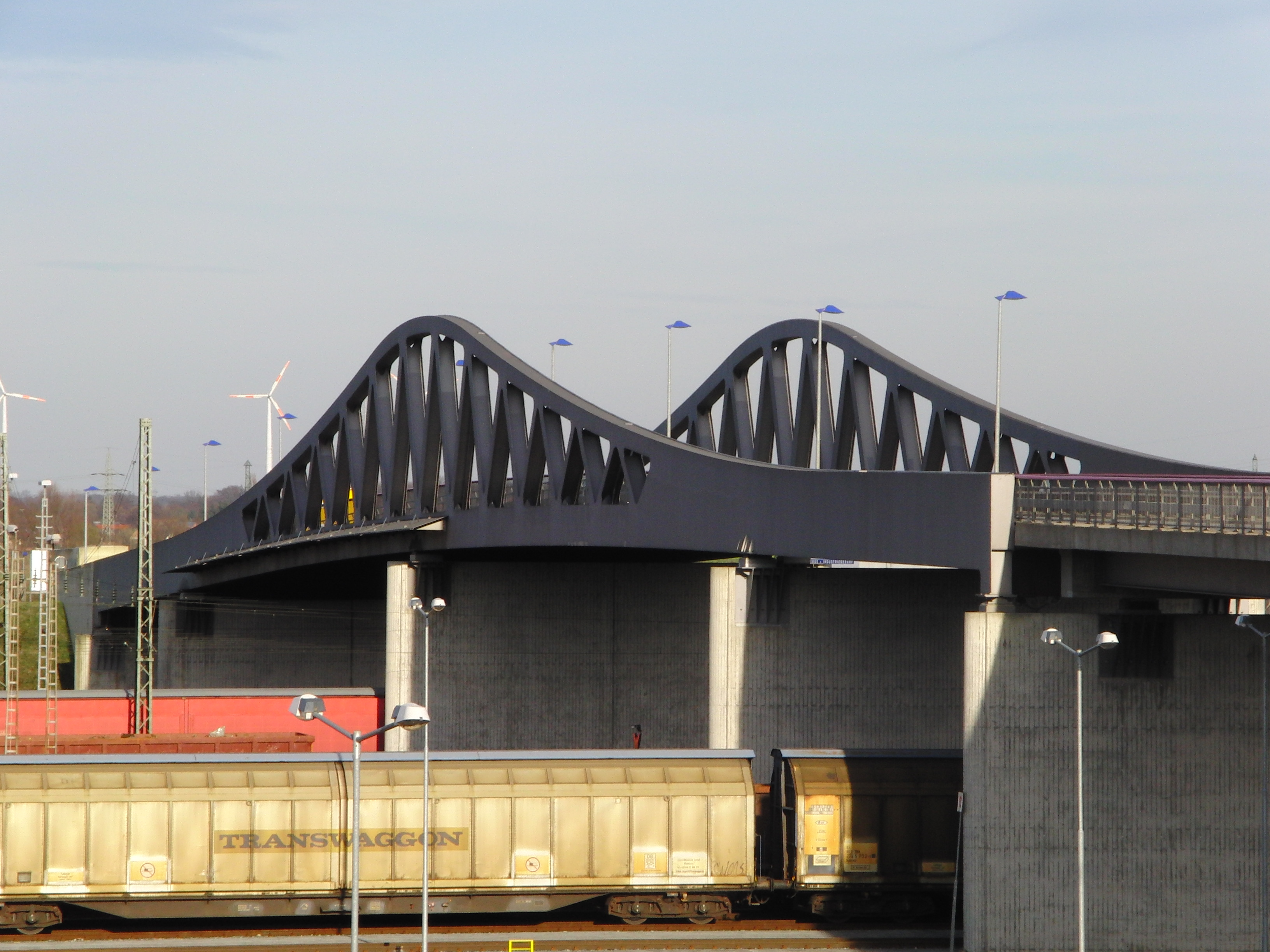
Die Stahlwerkbrücke

Peine liegt direkt an der Bundesautobahn 2 (A 2), die das Ruhrgebiet mit der deutschen Hauptstadt Berlin verbindet, und verfügt über eine sogenannte Doppelanschlussstelle: Neben der ursprünglichen Autobahnausfahrt „Peine“ wurde im Jahre 1997 eine zusätzliche Ausfahrt „Peine-Ost“ fertiggestellt. Beide tragen die Nr. 52. Daneben führen die Bundesstraßen B 65, B 444 und B 494 durch die Stadt. Die beiden wichtigsten straßenbaulichen Bauwerke sind die Nord-Süd-Brücke (1978) und die Stahlwerkbrücke (2003). Beide überspannen die in West-Ost-Richtung durch die Stadt verlaufende Bahnstrecke Hannover–Braunschweig. Die Errichtung der Stahlwerkbrücke dauerte insgesamt gut zwei Jahre: Der erste Spatenstich erfolgte am 1. August 2001; die Eröffnung fand unter großer Anteilnahme der Bevölkerung am 19. September 2003 statt. Ihren Namen verdankt die Brücke dem Peiner Stahlwerk, über dessen Werksgelände sie verläuft.

#### Eisenbahn und Bus

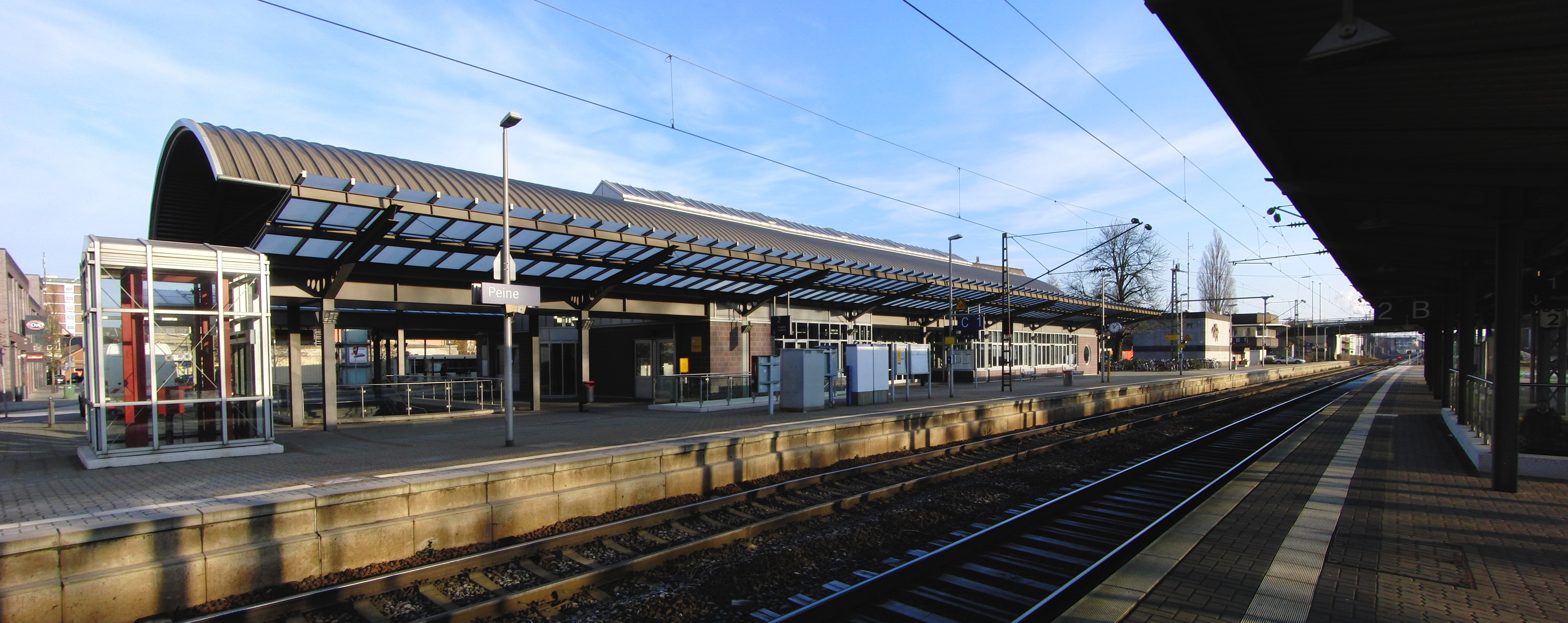
Bahnhof Peine

Peine liegt an der Bahnstrecke Hannover–Braunschweig. Eine Besonderheit besteht darin, dass das Bahnhofsgebäude im Besitz der Stadt ist, nachdem es Mitte der 1990er Jahre auf ihre Kosten errichtet wurde. An den Bahnhof angeschlossen ist zusätzlich ein Nahverkehrsterminal, der die öffentlichen Verkehrsmittel Bus und Bahn verknüpft. Der Peiner Bahnhof wurde mehrfach mit Preisen ausgezeichnet.
Der Bahnhof Peine war Endpunkt der 1922 eröffneten und bis 2003 vollständig stillgelegten Strecke aus Plockhorst. Außerdem ist die nur noch im Güterverkehr genutzte ehemalige Peine–Ilseder Eisenbahn der Verkehrsbetriebe Peine-Salzgitter mit dem Netz der Deutschen Bahn AG verknüpft.
Der Stadtverkehr wird hauptsächlich von der Peiner Verkehrsgesellschaft mbH (PVG) betrieben. Im Regionalverkehr fährt hauptsächlich die Gesellschaft ONS.

#### Schiffsverkehr

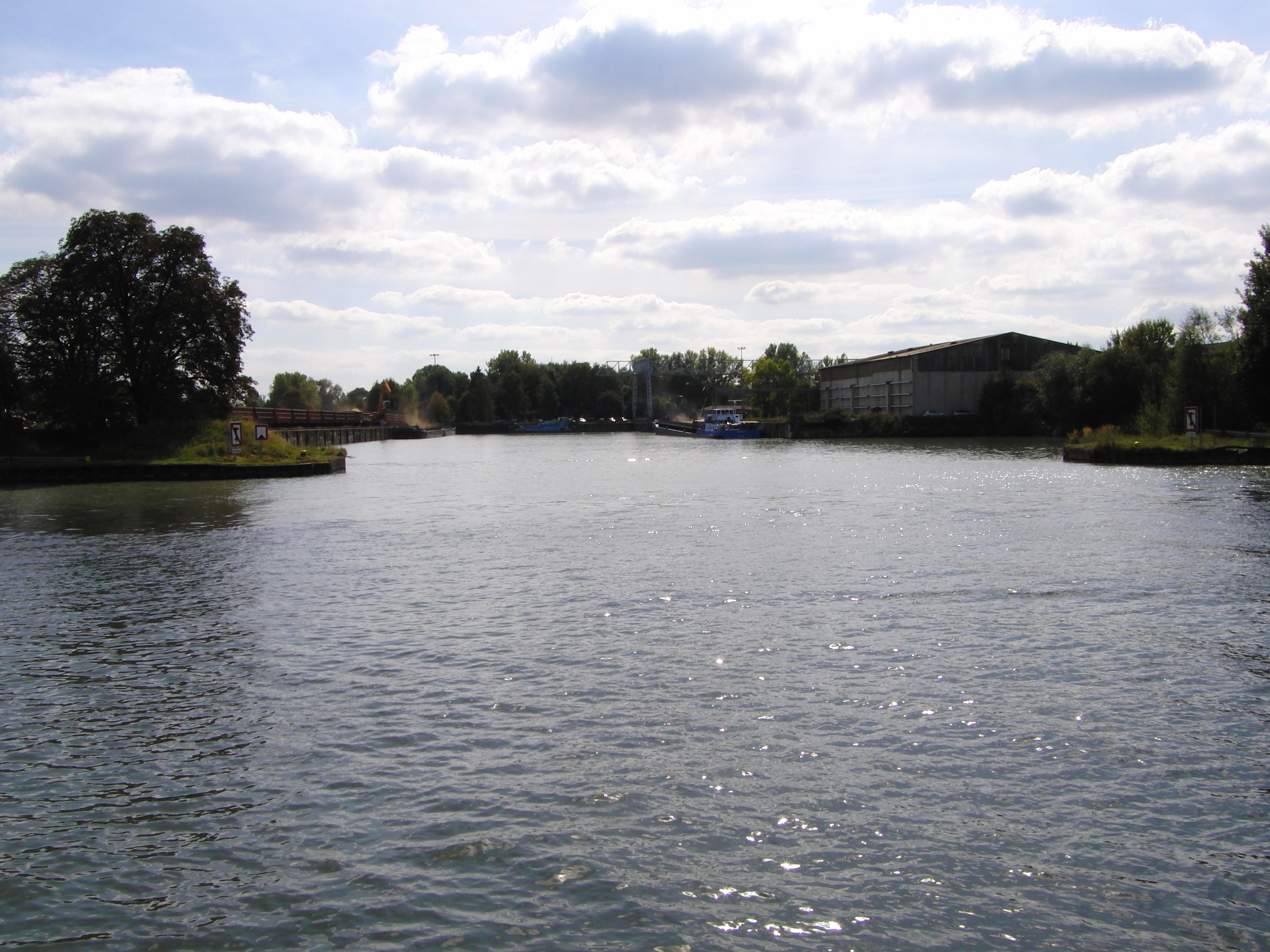
Der Peiner Hafen

Peine besitzt zwei Länden und einen Hafen am Mittellandkanal, der 1929 im Zuge des Baus des Mittellandkanals angeschlossen wurde. Die Häfen Peine befinden sich bei Kilometer 196,6 Süd und bei MLK km 202.
Weitere Anleger bestehen für die Personen- und Freizeitschifffahrt.

#### Flughäfen
Die nächstgelegenen Flughäfen sind der Flughafen Hannover in Langenhagen und der Flughafen Braunschweig-Wolfsburg in Braunschweig. Im Peiner Stadtgebiet bei Vöhrum befindet sich der Segelflugplatz Flugplatz Peine-Glindbruchkippe, auf dem Gebiet der Nachbargemeinde Edemissen der derzeit geschlossene Flugplatz Peine-Eddesse.

## Persönlichkeiten

### Söhne und Töchter der Stadt

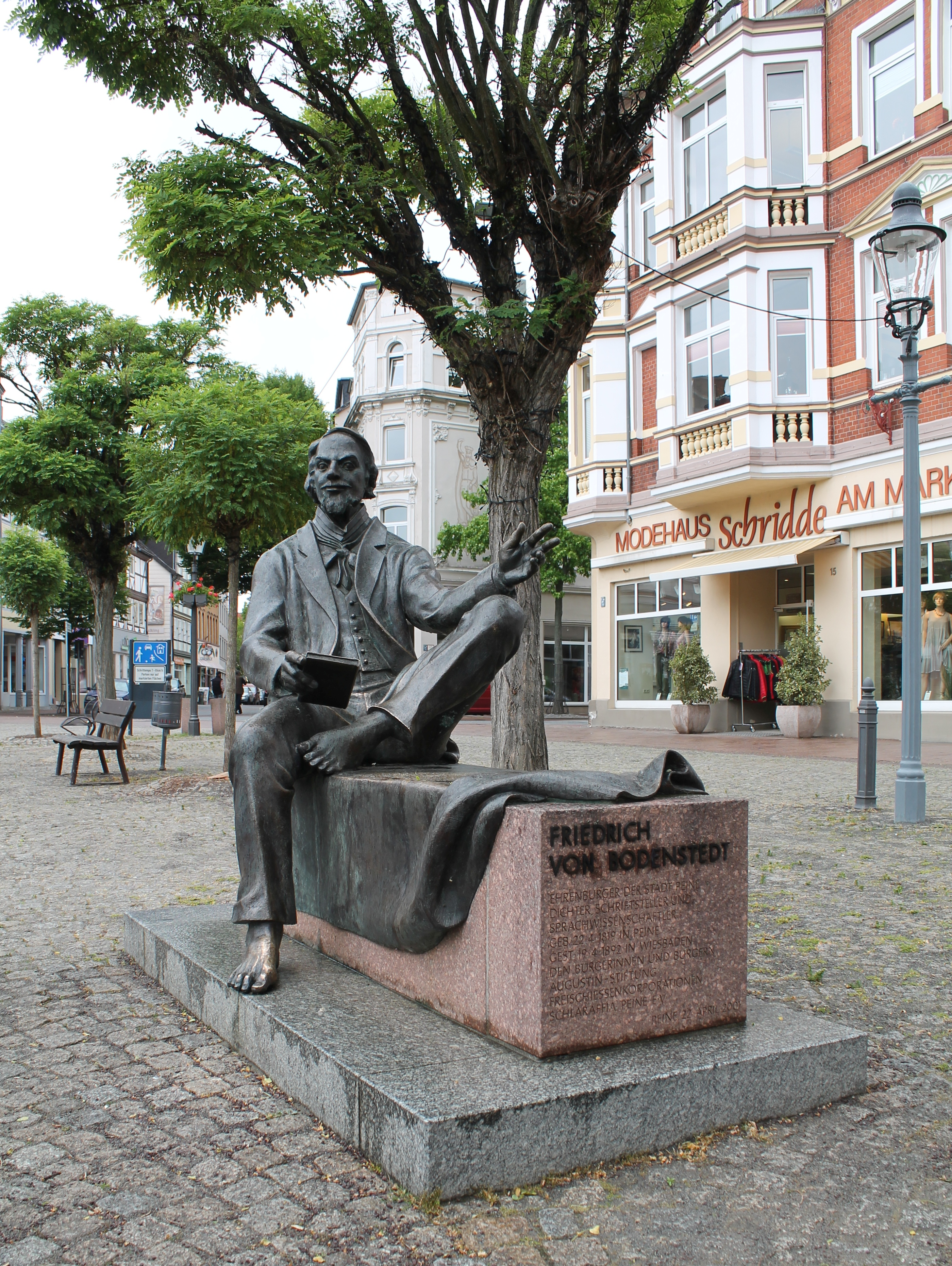
Denkmal für Friedrich von Bodenstedt auf dem Marktplatz (2001)

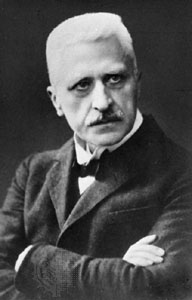
Der evangelische Theologe und Religionswissenschaftler Rudolf Otto, Autor des Standardwerks Das Heilige

- Cordt Wolters, auch Konrad Wolters († 1591), Ratsherr der Hansestadt Lübeck und Unteradmiral der Lübecker Flotte im Dreikronenkrieg
- Johann Hackemann (1629–1676), evangelischer Theologe und Hochschullehrer, ab 1666 Generalsuperintendent von Gandersheim
- Johann Friedrich Meister (* vor 1638; † 1697), Komponist und Organist
- Johann Conrad Eichler (1680–1748), Hofmaler in Braunschweig-Wolfenbüttel
- Johann August Carl Sievers (1762–1795), Botaniker
- Philipp Itzig Blanck (1771–1841), Unternehmer und Gründer der Firma P. J. Blanck
- Christoph Friedrich Görges (1776–1852), Kantor und Schriftsteller
- Friedrich Konrad Griepenkerl (1782–1849), Germanist, Pädagoge, Musikwissenschaftler und Dirigent
- Julius Mühling (1793–1874), Schauspieler, Regisseur und Theaterleiter
- Eduard von Borries (1807–1872), Politiker, Mitglied der Frankfurter Nationalversammlung
- Friedrich von Bodenstedt (1819–1892), Schriftsteller und Dichter, seit 1889 Ehrenbürger der Stadt
- Carl Leverkühn (1823–1906), Geheimer Rat und Pädagoge
- Otto Spiegelberg (1830–1881), Gynäkologe
- Julius Spiegelberg (1833–1897), Unternehmer, Gründer der ersten Jutespinnerei auf dem europäischen Festland in Vechelde
- Wilhelm Krasnapolsky (1834–1912), Stifter des Peiner Herzbergs
- Karl Kaufmann, „Schicke-Schacke“, (1838–1907), Peiner Botengänger[37] und Stadtoriginal
- Philipp Meyer (1854–1927), lutherischer Theologe und Kirchenhistoriker
- Christian von Krogh (1863–1924), Offizier und Resident der Kaiserlichen Residentur Adamaua in Kamerun
- Rudolf Otto (1869–1937), evangelischer Theologe und Religionswissenschaftler
- Emil-Werner Baule (1870–1953), Architekt, Designer, Grafiker, Illustrator, Kunstgewerbler und Maler
- Hermann Dießelhorst (1870–1961), Physiker und ordentlicher Professor an der Technischen Hochschule Braunschweig
- Albert Sergel (1876–1946), Schriftsteller
- Wilhelm Meyer (1879–1957), katholischer Priester, Gründer der Ordensgemeinschaft Serviam
- Heinrich Rump (1879–1952), v. a. in Breslau tätiger Architekt
- Fritz Esser (1886–1961), Politiker (SPD, KPD), Reichstagsmitglied
- Friedrich Rahlves (1887–1967), deutscher Bauingenieur und Stadtbaurat
- August Karsten (1888–1981), Politiker (SPD)
- Gustav Schmidt (1888–1972), Maler, Grafiker, Plastiker und Lehrer
- Paul Oskar Schuster (1888–1971), Politiker (NSDAP, später CDU)
- Siegfried Remertz (1891–1945), Kommunalpolitiker und Opfer des NS-Regimes
- Friedrich Klinge (1892–1974), Pathologe und Hochschullehrer
- Fritz Vielstich (1895–1965), NSDAP-Politiker, SA-Führer, Abgeordneter des Preußischen Landtags und des Reichstags
- Hellmut Bock (1897–1962), Anglist
- Richard Brennig (1897–1978), Politiker und Landrat von Peine
- Frieda Mätz (1902–1975), Politikerin (SPD)
- Axel Schaffeld (1904–1932), NS-Hochschulgruppen- und SA-Sturmführer
- Hertha Peters (1905–1987), Kommunalpolitikerin (SPD), erste Landrätin in Niedersachsen
- Friedrich Hartjenstein (1905–1954), SS-Obersturmbannführer und KZ-Kommandant
- Karl Munzel (1906–1994), Jurist, Kommunalpolitiker und Landrat für Peine
- Werner Schönfelder (1908–1982), Theologe und Politiker (Deutsche Partei, CDU)
- Hans Schmidt (1910–1984), Politiker (SPD) und Mitglied des Niedersächsischen Landtages
- Fritz Köpcke (1914–1990), Fußballschiedsrichter
- Heinrich-Hermann Ulrich (1914–1983), deutscher Theologe, Direktor im Diakonischen Werk
- Ernst Saljé (1919–1992), Ingenieur, ordentlicher Professor für Werkzeugmaschinen und Fertigungstechnik in Braunschweig
- Sigurd Falk (1921–2016), Mathematiker, Bauingenieur und Hochschullehrer an der TU Braunschweig
- Ludwig Almstadt (1922–2009), Architekt und Baubeamter
- Eva Schäfer (1924–2003), Schauspielerin
- Sally Perel (1925–2023), Verfasser der Autobiographie „Ich war Hitlerjunge Salomon“, Ehrenringträger der Stadt Peine
- Hugo Ritter (1926–1992), Grafiker und Hochschullehrer
- Adolf Stockleben (1933–2014), Politiker (SPD)
- Gerhard Heimann (1934–2017), Politiker (SPD)
- Norbert Andel (1935–2022), Finanzwissenschaftler
- Marlies Hesse (1935–2024), Bibliothekarin, Journalistin und Schriftstellerin
- Erika Schmollinger (* 1941), Tischtennis-Nationalspielerin des VfB Peine
- Lilo Schmidt-Wiedenroth (* 1942), Künstlerin
- Hans-Otto Keunecke (* 1945), Bibliothekar
- Ulrich Biel (* 1947), Politiker (SPD), 1991–2001 Bürgermeister der Stadt Peine und 2003–2008 Vizepräsident des Niedersächsischen Landtages
- Bernhard Dressler (1947–2023), Religionspädagoge
- Hans-Hermann Hoppe (* 1949), Volkswirt der Österreichischen Schule
- Klaus-Peter Brandes (* 1950), Diplomat
- Dagmar Brendecke (1954–2022), Dokumentarfilmerin, Regisseurin und Drehbuchautorin
- Ulrich Christensen (* 1954), Geophysiker und Planetologe
- Klaus-Werner Jonas (* 1954), Politiker (SPD)
- Hildegund Schuster (* 1954), Malerin
- Olaf Tschimpke (* 1955), Geograph, seit 2003 Präsident des NABU
- Ulrike Gerold (* 1956), Schriftstellerin
- Knut Hoffmeister (* 1956), Medienkünstler
- Gerhard Wegner (* 1956), Ökonom
- Ulrich Cyganek (* 1958), evangelischer Kirchenmusiker, Landeskirchenmusikdirektor der Evangelischen Kirche im Rheinland
- Christina Kalloch (* 1958), römisch-katholische Theologin
- Norbert Langer (* 1958), Astrophysiker und Hochschullehrer
- Ullrich Kemmer (* 1959), Landwirt und Politiker (CDU), Mitglied des Niedersächsischen Landtags
- Lars-Christian Koch (* 1959), Musikethnologe, Musikwissenschaftler und Hochschullehrer
- Matthias Möhle (* 1959), Abgeordneter des Niedersächsischen Landtags 2008 bis 2022 (SPD)
- Ralf Liedtke (* 1960), Philosoph und Professor an der Universität Bamberg
- Andreas Hannemann (* 1961), Generalmajor des Heeres der Bundeswehr (im Ortsteil Schwicheldt geboren)
- Klaus Ness (1962–2015), Politiker (SPD) und Mitglied des Brandenburgischen Landtages
- Henning Ahrens (* 1964), Übersetzer und Schriftsteller, lebt in der Ortschaft Handorf
- Karin Dörre (* 1964), Kunstmalerin
- Stefan Treue (* 1964), Neurowissenschaftler und Professor an der Universität Göttingen
- Peter Unruh (* 1965), Rechtswissenschaftler, Hochschullehrer und Präsident des Landeskirchenamtes der Evangelisch-Lutherischen Kirche in Norddeutschland
- Edmund Weitz (* 1965), Mathematiker, Informatiker und Hochschullehrer
- Klaus Saemann (* 1966), Rechtsanwalt und Kommunalpolitiker (SPD)
- Peter Schmidt (* 1966), Geophysiker und Autor
- Jörg Gollasch (* 1967), Komponist und Musiker
- Caren Miosga (* 1969), Journalistin und Moderatorin (u. a. der Tagesthemen)
- Axel Bernd Kunze (* 1972), Erziehungswissenschaftler und katholischer Sozialethiker
- Lothar Veit (* 1973), Journalist, Autor und Songschreiber
- Holger Speckhahn (* 1974), Fernsehmoderator, Model, Schauspieler und Golf-Pro
- Ramazan Yıldırım (* 1975), Profifußballspieler und -trainer
- Herma Auguste Wittstock (* 1977), Performancekünstlerin
- Berit Künnecke (* 1978), Theater- und Filmschauspielerin
- Saskia Lavaux (* 1979), Musikerin
- Ricarda Riefling (* 1983), Politikerin (NPD)
- Chris-Florian Treutler (* 1988), Handballspieler
- Simon Al-Odeh (* 1988), Komponist und Trompeter
- Rosalia Stähr (* 1990), Tischtennis-Nationalspielerin
- Florian Heesch (* 1974), Musikwissenschaftler

- Marvin Wildhage (* 1996), Journalist und Moderator

### Persönlichkeiten, die in Peine gewirkt haben oder wirken

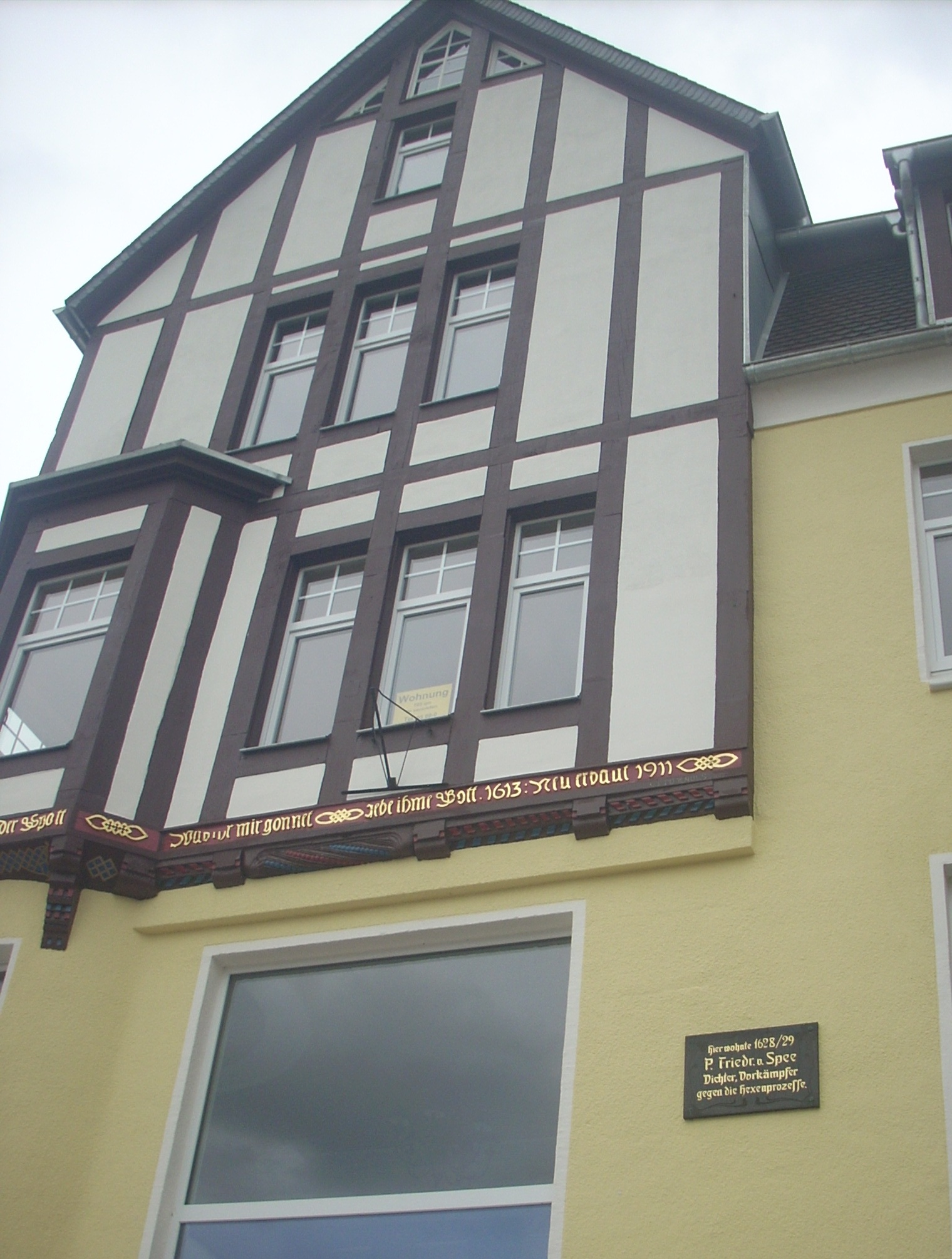
Haus am Marktplatz mit Gedenktafel für Friedrich Spee

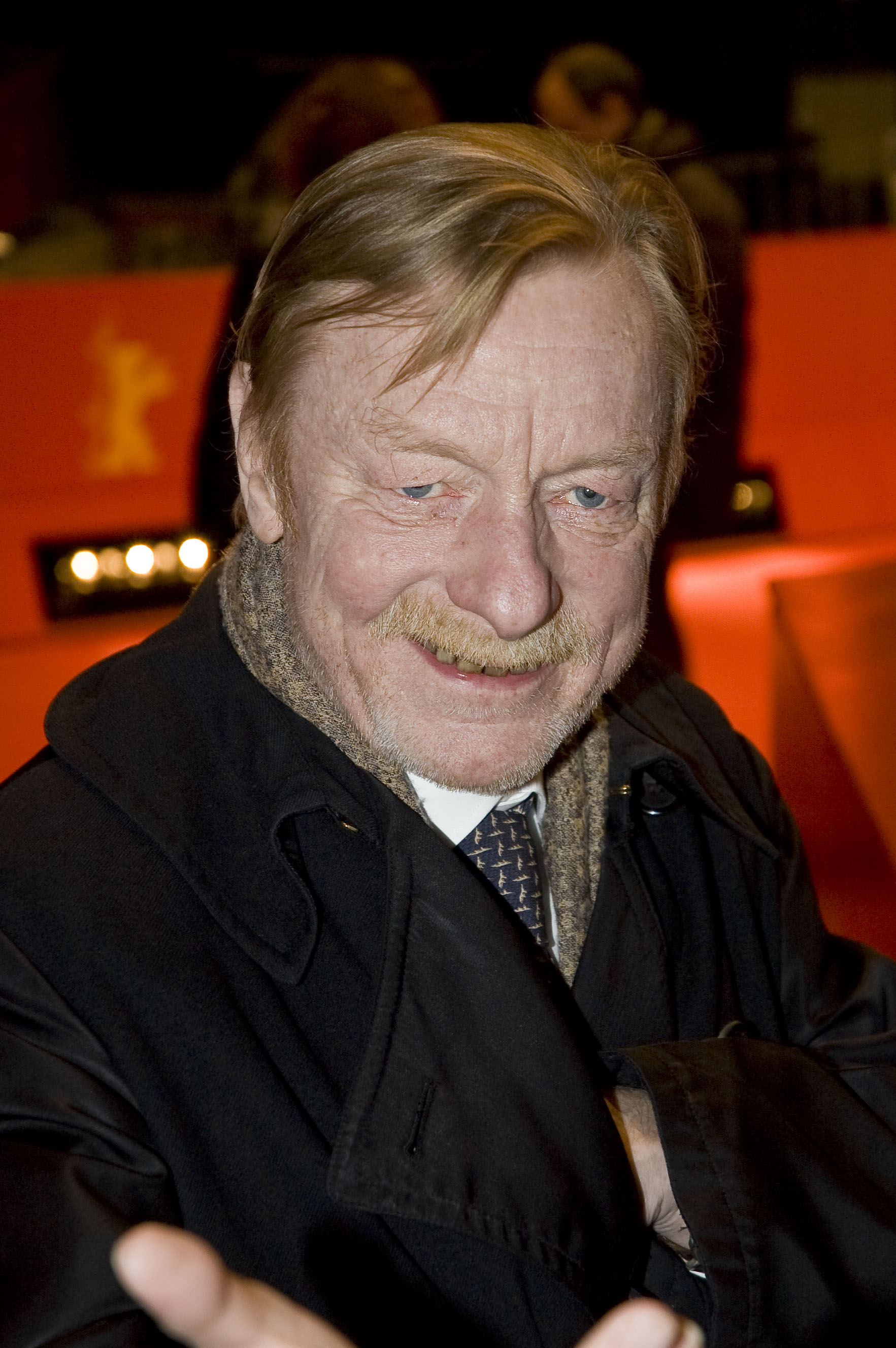
Der Schauspieler Otto Sander auf der Berlinale 2008

- Friedrich Spee von Langenfeld (* 1591 in Kaiserswerth bei Düsseldorf; † 1635 in Trier), Jesuit, Moraltheologe, Lyriker und geistlicher Schriftsteller, wirkte in den Jahren 1628 und 1629 in Peine.
- Paul Gottlieb Werlhof (* 24. März 1699 in Helmstedt; † 26. Juli 1767 in Hannover), Dichter und Mediziner, praktizierte vier Jahre in Peine
- Albert Lührs (* 1804 in Marschkamp bei Elmlohe; † 1871 in Peine), Theologe, Superintendent und Hauptredakteur des Hannoverschen Katechismus
- Carl Freundel (* 1861 in Celle; † 1944 in Peine), Politiker (DVP), Landtagsabgeordneter, Senator in Peine
- Anton van Norden (* 1879 in Loga; † 1955 in Peine), Architekt und Stadtbaumeister.
- Arthur Enk (* 1894 in Frankfurt am Main; † 1976 in Peine), Unternehmer und Politiker (CDU).
- Richard Langeheine (* 1900 in Eixe bei Peine; † 1995 in Peine) war ein Politiker der Deutschen Partei, der Gesamtdeutschen Partei und zuletzt der CDU sowie niedersächsischer Justizminister (1955–1956) und Kultusminister (1965–1970).
- Dietrich Wilde (* 1909 in Suderode; † 1984 in Peine), Stadtdirektor in Peine, Träger des Bundesverdienstkreuzes I. Klasse, 1939–1945 Wahlverteidiger an Sondergerichten, Kriegsgerichten und am Volksgerichtshof (u. a. Verteidiger von Angeklagten zum Attentat vom 20. Juli 1944).
- Artur Wilke (* 1910 in Hohensalza; † 1989 in Peine), deutscher Dorfschullehrer und NS-Kriegsverbrecher
- Anna Margret Janovicz (* 1917 in Hannover; † 2017 in Peine), Ehrenringträgerin der Stadt Peine.[38][39][40]
- Richard Vetter (* 1919; † 2000), Unternehmer und Erfinder des Brennwertkessels.
- Hans Nowak (* 1922 in Halle an der Saale; † 1996 in Voigtholz-Ahlemissen), Künstler und Maler. Er malte unter anderem den Marktplatz sowie den Bahnhof in Peine und schuf die Bronzeskulptur Peiner Eule im Stadtpark.
- Burkhard Driest (* 1939 in Stettin; † 2020 in Berlin), deutscher Schauspieler und Drehbuchautor. Er besuchte 1957–1958 das Ratsgymnasium, von dem er wegen mehrfachen Verstoßes gegen „Zucht und Ordnung“ verwiesen wurde. Kurz vor Ende seines Jurastudiums überfiel er eine Bankfiliale (1965), wofür er zu einer fünfjährigen Haftstrafe verurteilt wurde.
- Otto Sander (* 1941 in Hannover; † 2013 in Berlin), aufgewachsen in Peine. Er war Schauspieler und spielte u. a. in Das Boot, Die Blechtrommel und Der Himmel über Berlin mit. Außerdem war er der Stiefvater der Schauspieler Ben Becker und Meret Becker.
- Udo Willenbücher (* 1944 in Nordhorn), 1996–2001 Stadtdirektor und 2001–2006 erster hauptamtlicher Bürgermeister der Stadt Peine.
- Michael Kessler (* 1949 in Frankfurt am Main), Kommunalpolitiker, 2006–2016 Bürgermeister der Stadt Peine.
- Hans-Joachim Selenz (* 1951 in Gudensberg), deutscher Ingenieur, Politiker und Schriftsteller
- Oliver Kalkofe (* 1965 in Hannover), Komiker, Kolumnist und Schauspieler, wuchs unter anderem in Peine auf und machte dort am Gymnasium am Silberkamp sein Abitur. Kalkofe macht heute noch gern Witze über die Stadt.
- Patrik Fichte (* 1965 in Düsseldorf), Schauspieler und Synchronsprecher, wuchs in Peine auf. Er ging nach der 11. Klasse vom Gymnasium am Silberkamp ab und wurde Schauspieler. Er spielte u. a. in Verbotene Liebe, Bianca – Wege zum Glück und Alarm für Cobra 11 mit.
- Hubertus Heil (* 1972 in Hildesheim), Politiker, von November 2005 bis November 2009 sowie von Juni bis Dezember 2017 SPD-Generalsekretär, zuletzt 2021 als Direktkandidat für den Bundestagswahlkreis Gifhorn – Peine in den Bundestag (seit 1998) gewählt, seit März 2018 Bundesminister für Arbeit und Soziales.
- Felicitas Rauch (* 1996 in Hann. Münden), Fußball-Nationalspielerin, wuchs in Peine-Dungelbeck auf, begann dort mit dem Fußballspielen, spielte 2002–2010 beim VfB Peine.

### Ehrenbürger der Stadt Peine
- Friedrich von Bodenstedt (1819–1892)
- Gerhard Lucas Meyer (1830–1916)
- Carl Voges (1830–1921), Senator und Kirchenvorsteher[41]
- Heinrich Meyeringh (1889–1979)
- Anton Görgner (1897–1988), Kommunalpolitiker
- Hermann Giere (1898–1987), Kommunalpolitiker
- Richard Langeheine (1900–1995)
- Gerhard Heinze (1916–1997), seit 1991 Ehrenbürgermeister der Stadt Peine
- Willy Boß (1931–2015), Stadtdirektor der Stadt Peine 1972–1996[42]